# 海之戀
海之戀（英語：Ocean Pride）位於香港新界荃灣區大河道100號，為荃灣西站（五區）灣畔發展項目（Tsuen Wan West（TW5）Bayside Development）。按港鐵於2011年已獲批的規劃，可建9幢樓高50至51層住宅樓宇。由長江實業集團與港鐵公司（九廣鐵路公司代理人）發展，建築師為興業建築師樓。項目早於2016年11月申請預售樓花同意書，到2017年5至6月開售，2019年1月24日啟用。
海之戀的電視廣告的背景音樂是C AllStar主唱的《一刻戀上》。
再者，海之戀·愛炫美（第1、2、3及5座）於2019年9月7日啟用。

## 歷史
2002年6月，九廣鐵路公司曾為此項目招收意向書，成為第一個推出的原西鐵上蓋項目，共13間地產商參與，但最後不展開招標。在當時的發展大綱中，樓宇佈局與現時的海之戀一樣分為2期，但幢數為10座，提供2830伙，預計於2007-2008年完工。
在兩鐵合併後，項目曾於2012年初流標，於2012年7月再重新招標，並於8月8日截標。港鐵邀請地產商遞交發展意向，共收到14份意向書，有意向的發展商包括恒基地產、會德豐、新世界發展及南豐集團等。截標後合共收到六份標書，分別來自長實、恒基、信和置業及南豐集團等。
2012年8月10日，長實附屬公司「諾達投資」以96.31億元的一筆過預繳付款出價成功投得荃灣西站五區灣畔項目，每方呎樓面地價約4,309元，料項目發展成本約每方呎7000餘元。

## 簡介
海之戀住宅範圍分為2期（發展項目3及3A期）發展，可建樓面面積達233萬多平方呎，商場OP Mall（發展項目2期）佔地43萬方呎，會所佔地12萬平方呎，以及17萬平方呎、4層高的巨型停車場，約提供1,800個車位。預計共可建2,406伙單位，港鐵規定五成一限建小型單位，當中約1,230個為限呎單位，實用面積不多於約538方呎。訪客需由海之戀商場任何一層經升降機到6樓平台前往住宅項目。
首期（第3期，6至10座）970伙以1房至4房為主，不設開放式單位，實用面積370至1,149平方呎。屋苑實用面積496至519平方呎2房佔328伙，而734至799平方呎的3房則有443伙；另有160伙為面積370至393平方呎的1房戶，另有少量逾千呎4房戶，總建築商為精進建築。
首批落成共216伙，折實平均呎價15,772元。到2017年5月26日開售496伙，發展商截票共錄得逾1.4萬張收票，超額28倍，約50%來自荃灣區，預計九成為用家，發展商更表示年輕買家超過六成。紅磡置富都會抽籤揀樓現場場面相當熱鬧，排隊登記人龍一直伸延至商場外港鐵紅磡站外。長實地產執行董事趙國雄表示，海之戀收票理想，反映項目位置優越兼單位可享海景外，市民踴躍入票亦顯示市場用家需求非常大。他認為現時市場氣氛與1997年相似，但並無泡沫。
第3A期「海之戀·愛炫美」（Ocean Supreme） 由4座住宅組成（1座至5座，不設第4座），合共提供1,436伙。當中第2座細分A及B兩翼；第3及5座則細分A、B及C三部分，總建築商為聯力建築。
荃灣市地段第401號發展項目的其餘期數（即第1期和第2期）分別為「荃灣西站」及「海之戀商場」，而非坊間所說的「柏傲灣」（TWTL 402）和「全城匯」（TWTL 417）。

## 商場
22°19′10″N 114°09′30″E / 22.3194°N 114.1583°E

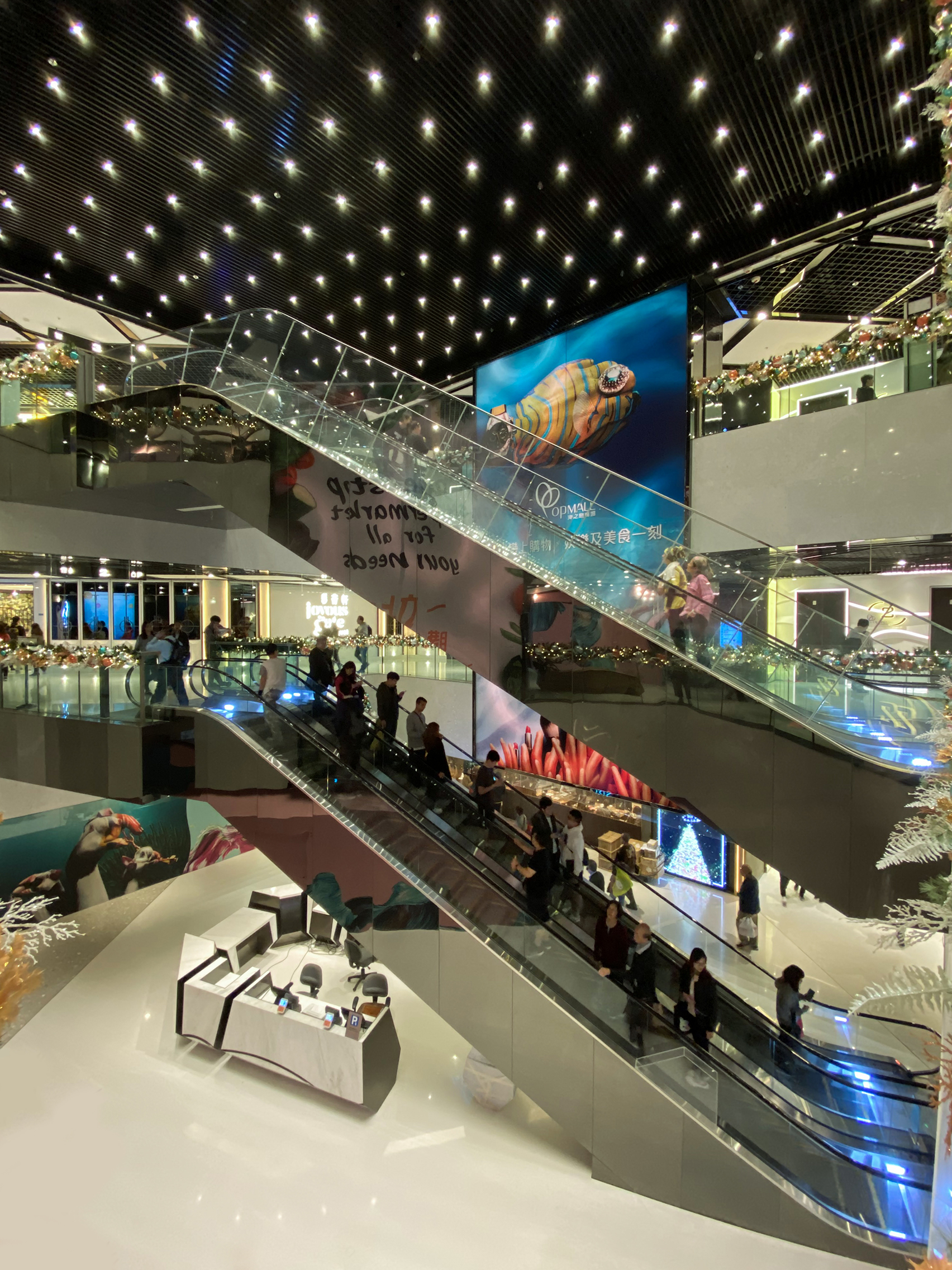
海之戀商場中庭

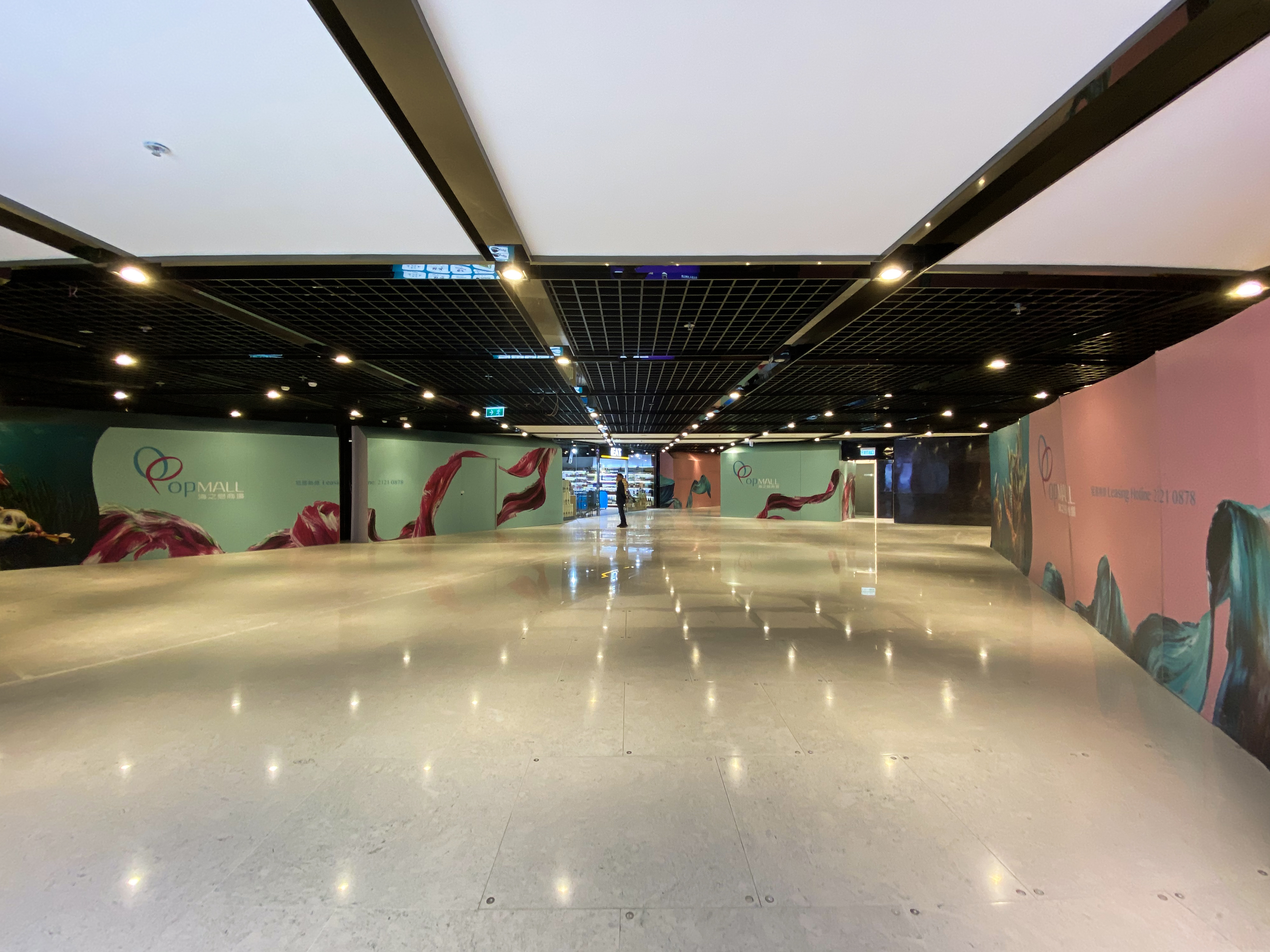
海之戀商場地下（2019年12月）

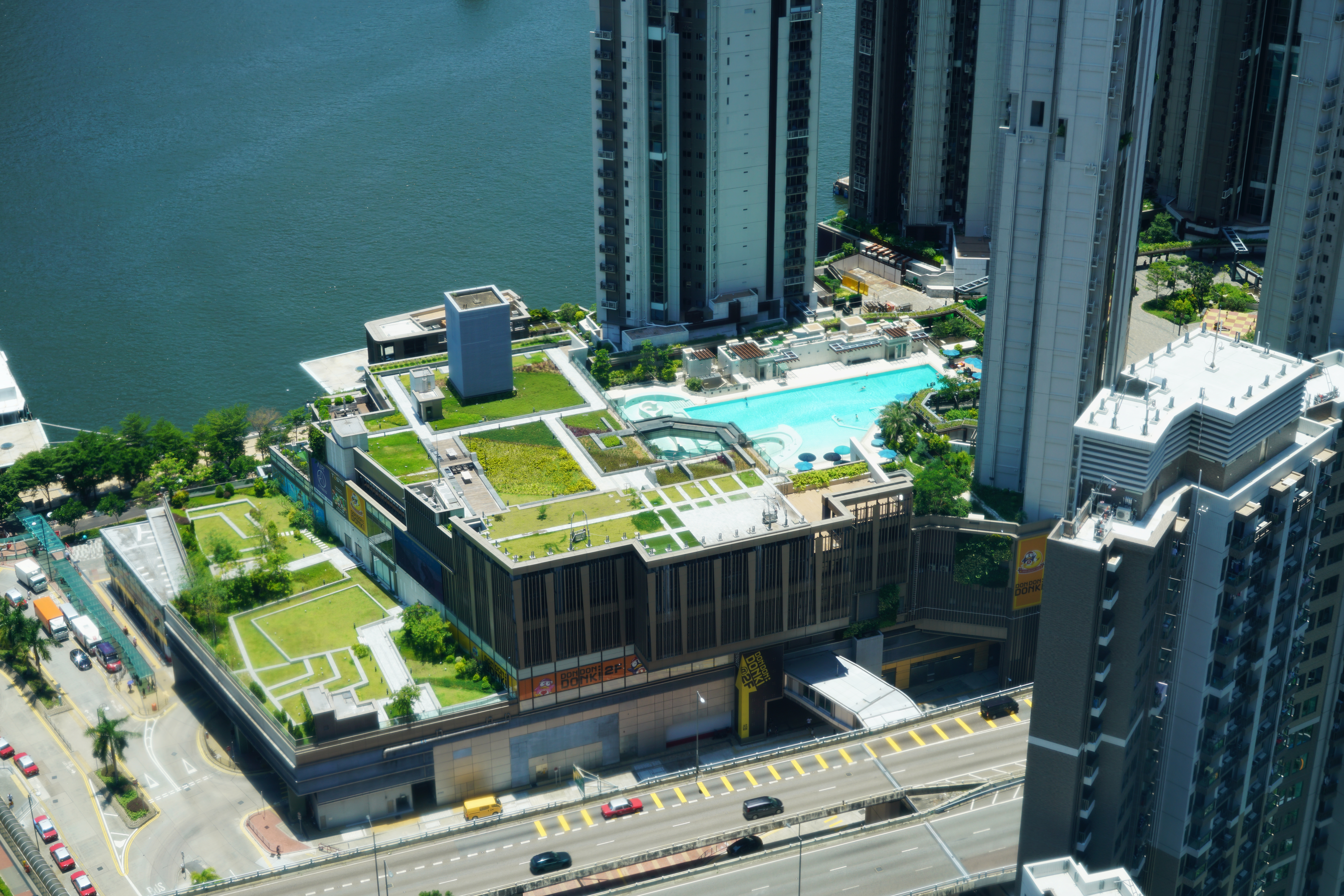
海之戀平台花園及泳池

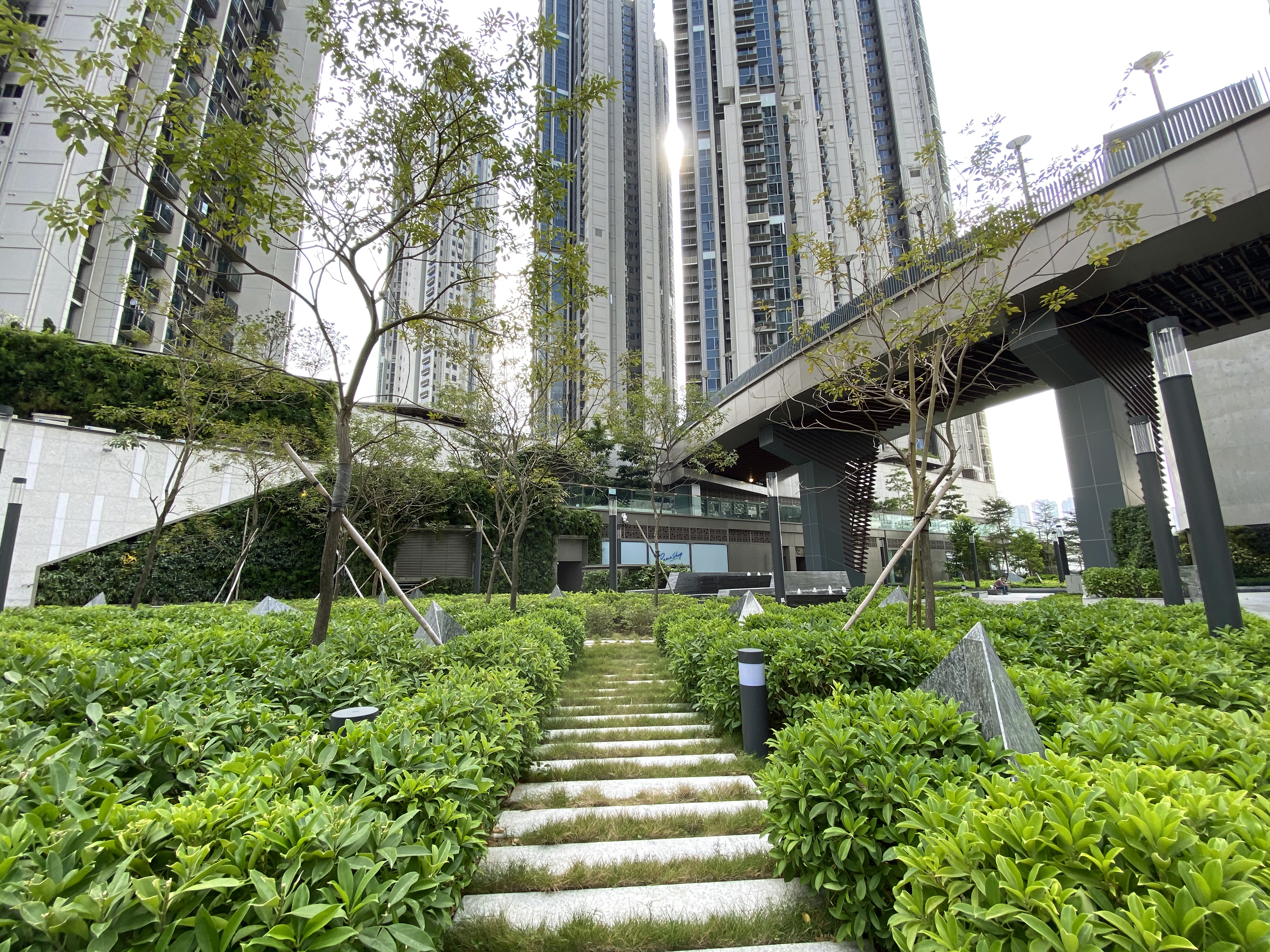
海之戀商場2樓平台花園

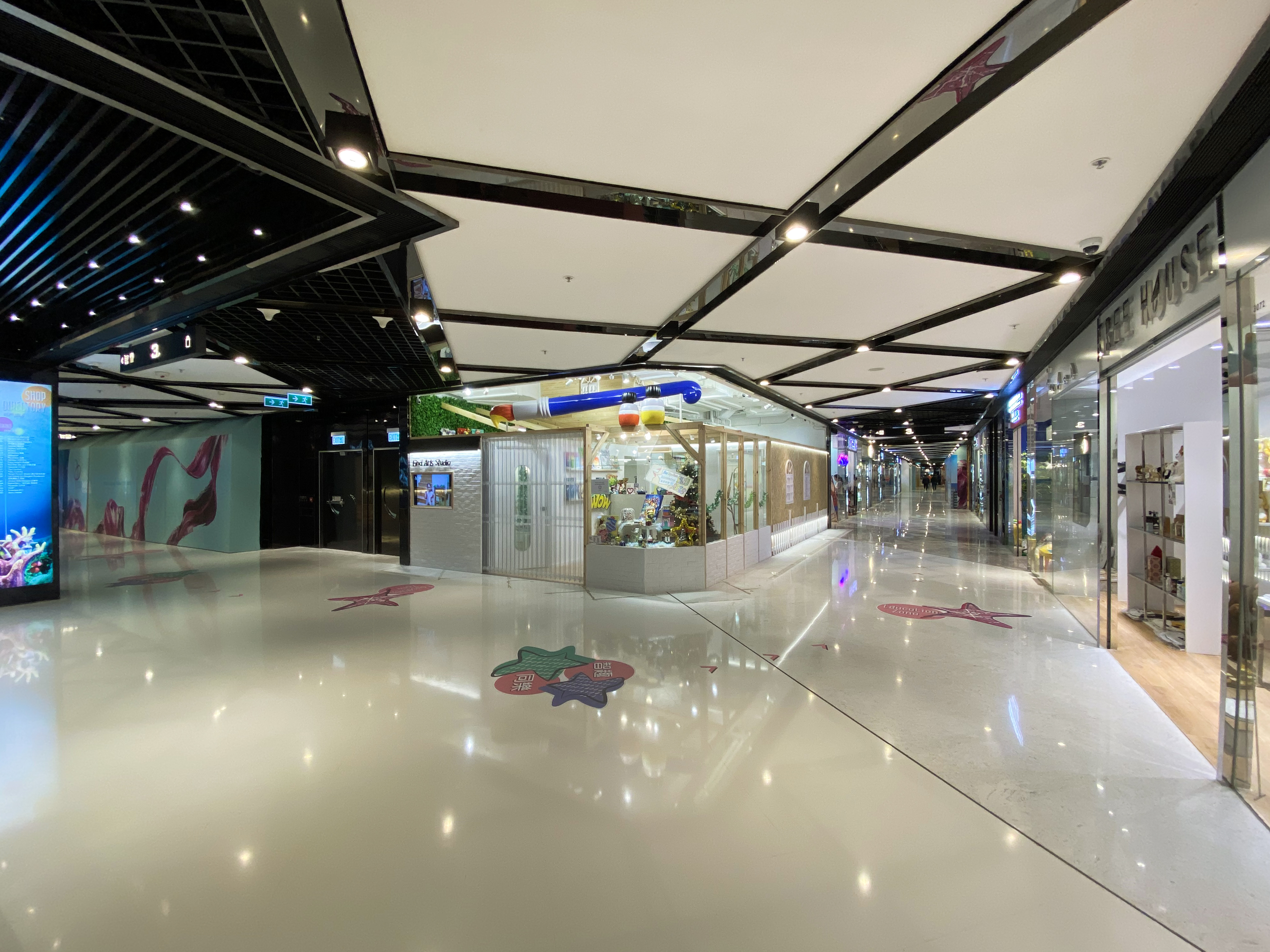
海之戀商場3樓教育專區（2019年12月）

商場原由政府與九鐵合營公司與長實共同發展，其後長實購入政府及九鐵持有的商場業權，但未有披露金額。到2017年10月在工商舖樓宇買賣合約中，顯示長實用48.2億元購入。其後將商場命名為海之戀商場（英語：OP Mall）佔地43萬方呎，樓高4層，設16萬平方呎戶外花園平台。外牆設綠色植生牆，由「綠集團（ECO-GREEN GROUP）」負責，以鮮花綠草鋪砌圖案，如立體壁畫。商場由港基物業管理有限公司負責管理，提供逾300舖位，租戶包括百貨公司、教育、零售及超級市場等，餐飲佔三分一或四分之一，目標呎租約50至200餘元。同時引入共享空間概念（即數間餐廳共享部份座位）及親子餐廳等。商場原預計2018年第3季開幕，現最快延遲至2019年第4季聖誕節才開業。而首間開業的租戶為3樓的通利琴行，在8月22日開業，而商場亦於同日開放地下及3樓部分空間及連接的升降機。同年9月16日，隨荃灣西站C出口開放而開放一樓部分空間。同年9月19日，商場正式開放上蓋住宅海之戀住宅大堂，以便住戶來往屋苑、商場及荃灣西站。9月20日，長江和記實業旗下超級市場TASTE正式開業，商場開放2樓部分空間及連接1樓至3樓的兩對扶手電梯。
同年12月12日，佔地約5萬呎的日本連鎖百貨店Don Don Donki開業，為商場最大租戶，人龍龍尾到荃灣西站E2出口外的專綫小巴站。
，而店內設有一個佔地約2.4萬呎的美食廣場，於次年3月19日開幕。
2020年1月，長江實業宣布海之戀商場為集團首個5G商場，和記電訊執行董事及行政總裁古星輝表示，5G在旗下商場經已啟動，預料設施將可應用及支援至機械人客戶服務、無人機監察等範疇。

### 地下
全層租戶以餐廳和食材店為主，包括走懷舊風的海灣冰室、廿一堂、馬祖養生湯麵館、佔地約8,000平方呎的海底撈、日本菜拉麵「侍元」、集餐廳及食材雜貨店於一身的Feather and Bone、Brotzeit German Bier Bar and Restaurant、韓樂MoMoKu、HABITŪ cafe、星巴克和2021年6月才開設，來自日本京都的甜品店「京都仁王門」。
同層也設麵包店「品穀」、Châteraisé、八月堂、台式飲品店「花羨沐嵐」、酒品專賣店PENTICTON、韓印紅、花斑茶社、阿波羅、Smart零食店及iEAT153。該層設通道往荃灣西站和戶外花園

### 1樓
1樓與地下一樣，同樣設多間餐廳，包括日式西餐廳PEKO PEKO、法國料理ÔDELiCE、水果店Get Fresh O2O、來自西班牙Yogurt品牌Pastoret、洪瑞珍三明治、牛牛殿堂日式火鍋放題（Primavera 春天已退租）、泰國菜the coconut、美式餐廳Ruby Tuesday、曾獲《亞洲華爾街日報》頒發「亞洲十大食府」美譽的海天花園酒家和有海景的譚仔雲南米線。其中租戶包括時裝店TOPFEELING、Mask House、來自泰國的美甲店Nail it!、髮廊Perfect A Hair Salon、Q-PETS、雑貨店zakkaten、茂昌眼鏡、Hallmark、手機配件店CASETiFY和mushroom（1048）（原本租用2025號舖，現時改租1048號舖）。目前該層仍然有少量商店仍然空置中。往停車場通道的多個舖位到2021年開設滙豐銀行荃灣西分行。同層設顧客服務中心和通道往荃灣西站。

### 2樓
2樓原規劃作多間商店，並設小中庭。不過部分範圍在商場開業前改為佔地約50,000呎的Don Don Donki，同時影響到西面的平台花園無法對外開放。而面向海旁的租戶以餐廳為主，包括老掌櫃東北菜館、彩薈軒、日本連鎖燒肉店「牛繁Gyushige」、KFC和麥當勞。同層也設數間時裝店，包括Torio Store、Jeanswest、Champion、JACK & JONES、FREE RUNNING、PUMA和RICCO等。其他租戶包括本土皮鞋店Historic、Panasonic專賣店「PanaShop」、廚電品牌BRUNO、烘焙用品專門店ICHI CAKE、卓譽家庭護眼、運動店RUNNING MEN、偉成洋酒、力高交易所、Vintage Maze 迷宮惜物店、家庭娛樂中心NGS Fun Station。而鄰近Don Don Donki的出入口旁設內衣店fandecie、BodiBra和安莉芳、美容護膚中心Let'spa、髮廊Hair Garden以及家居店My Home和yOURS Life Concept Store。不過目前仍然有多個舖位空置中。
2樓中庭對出設佔地達6000至8000方呎的Chill Gallery，畫分為多間小商店，主要以本地手作或設計品牌為主。而同層設通道往平台花園及停車場。

### 3樓
3樓面向海旁的租戶以餐廳為主，包括大快活和旗下品牌ASAP、鼎家喜筷、品川日本餐廳和WM Cafe & Bar（上一租戶為Starry House）。而西面部分舖位在商場開業前改為佔地過萬呎的Air Fitness健身中心，鄰近中庭的位置為Taste超級市場和兒童室內遊樂室Happy Theory The PlayHouse。該層也規劃作教育專區，設10多間教育中心、棋藝學院、芭蕾舞學院和兒童Playgroup。其他租戶以地產代理、美容護理店、家具店、診所和生活店為主。主要包括KUKA HOME、精品店TREE HOUSE、床墊專賣店「斯林百蘭」、愛皇寶寢室、Slim Beauty詩琳養生美容、REFRESH BEAUTY 簡．琳美肌、通利琴行、屈臣氏、QB House、榮華蔘茸中西藥房、卓匯醫務中心、仁本醫務中心、髮廊Laval Salon、零食皇、華潤堂Family、農本方中醫診所和僱傭中心等。

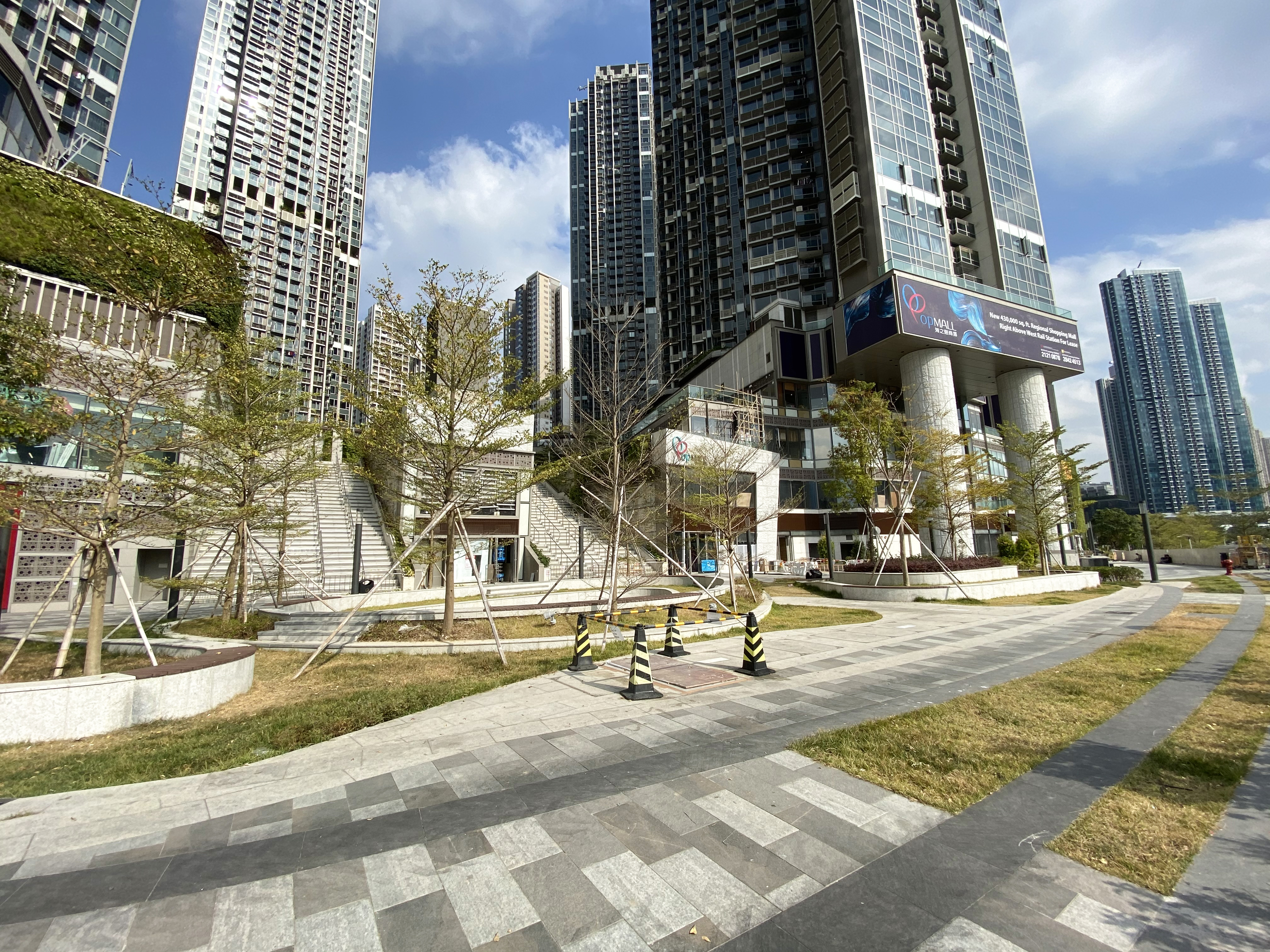
商場外的綠化園林
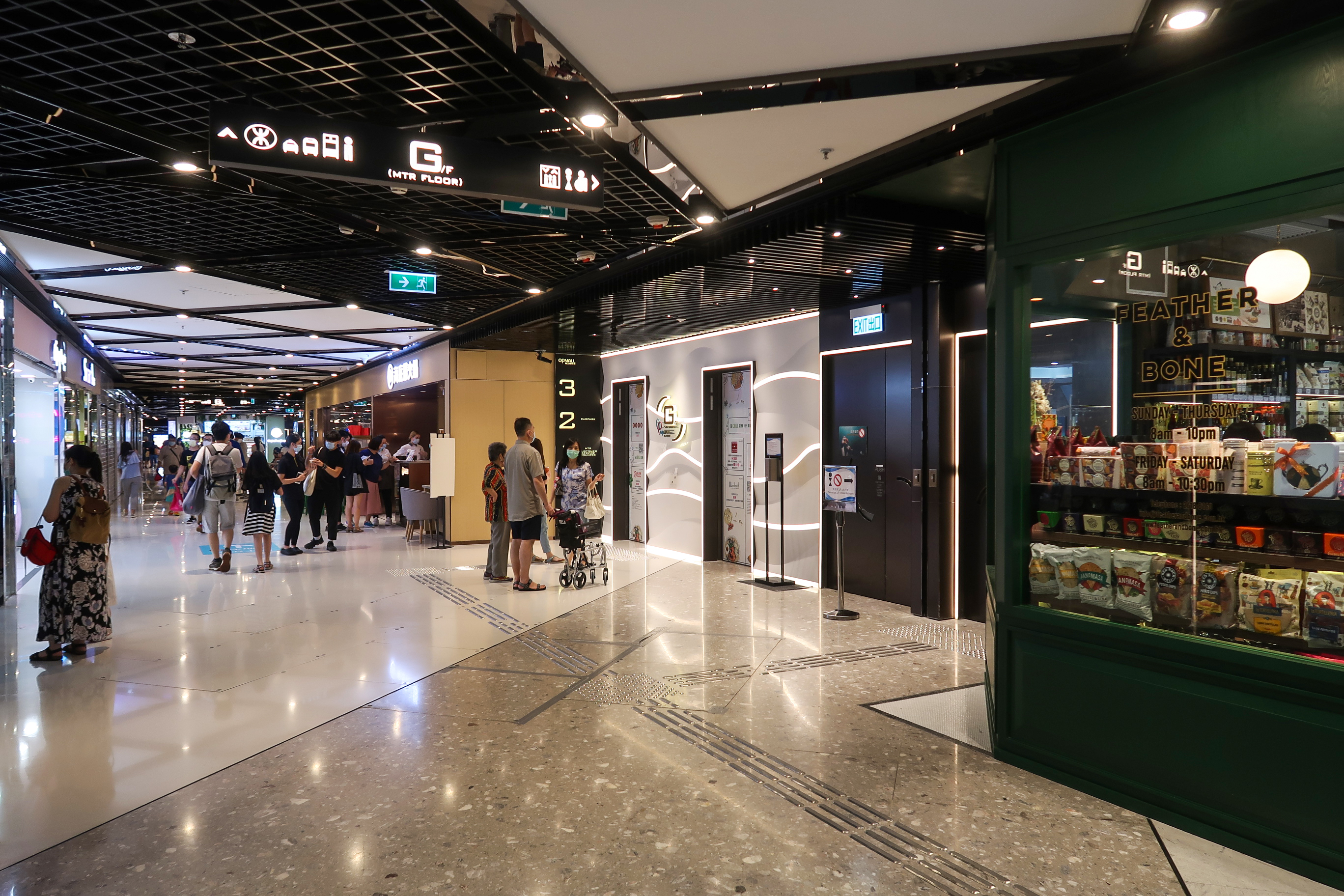
商場地下餐廳
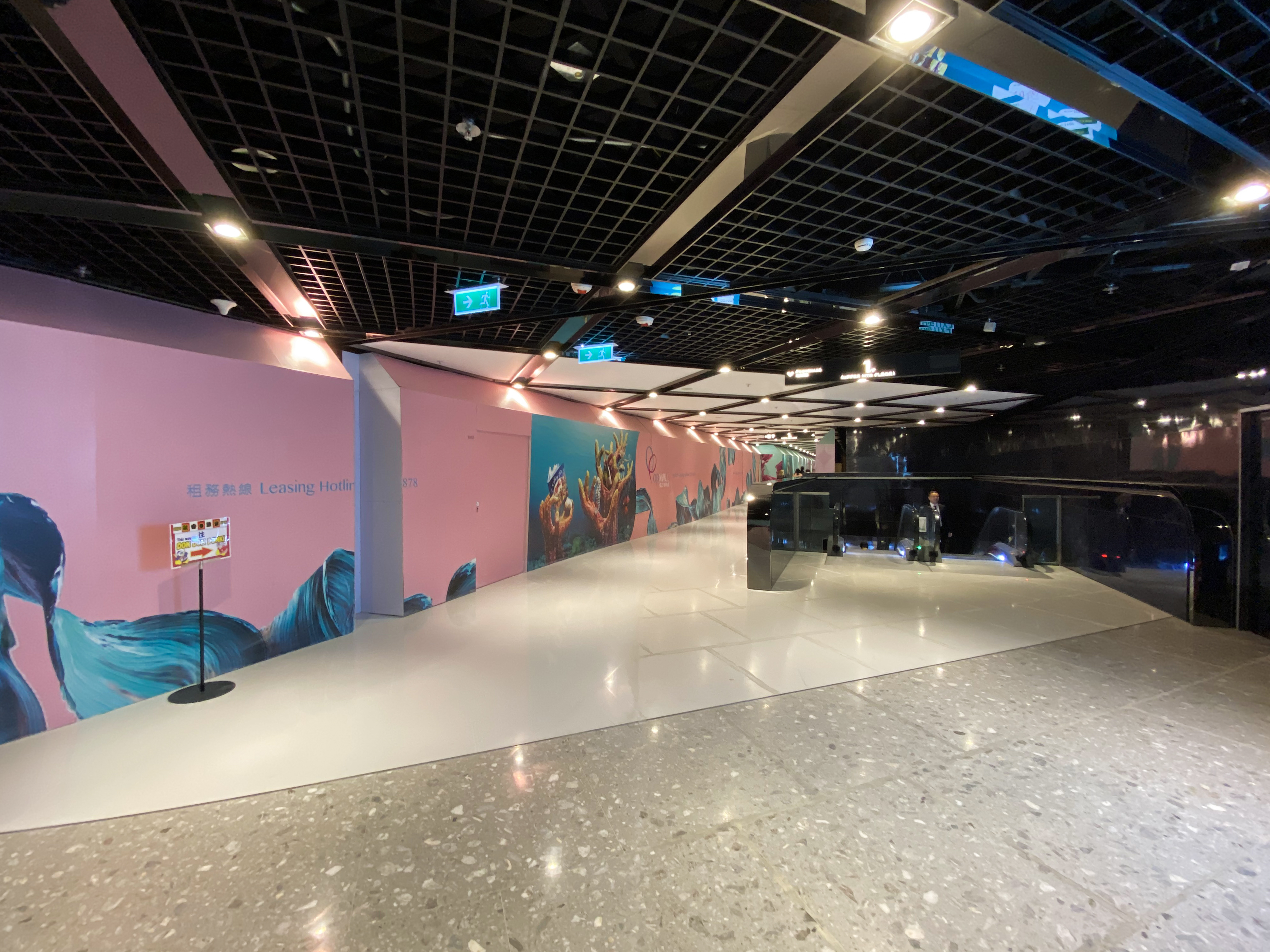
商場1樓大部分商店仍空置中（2019年12月）
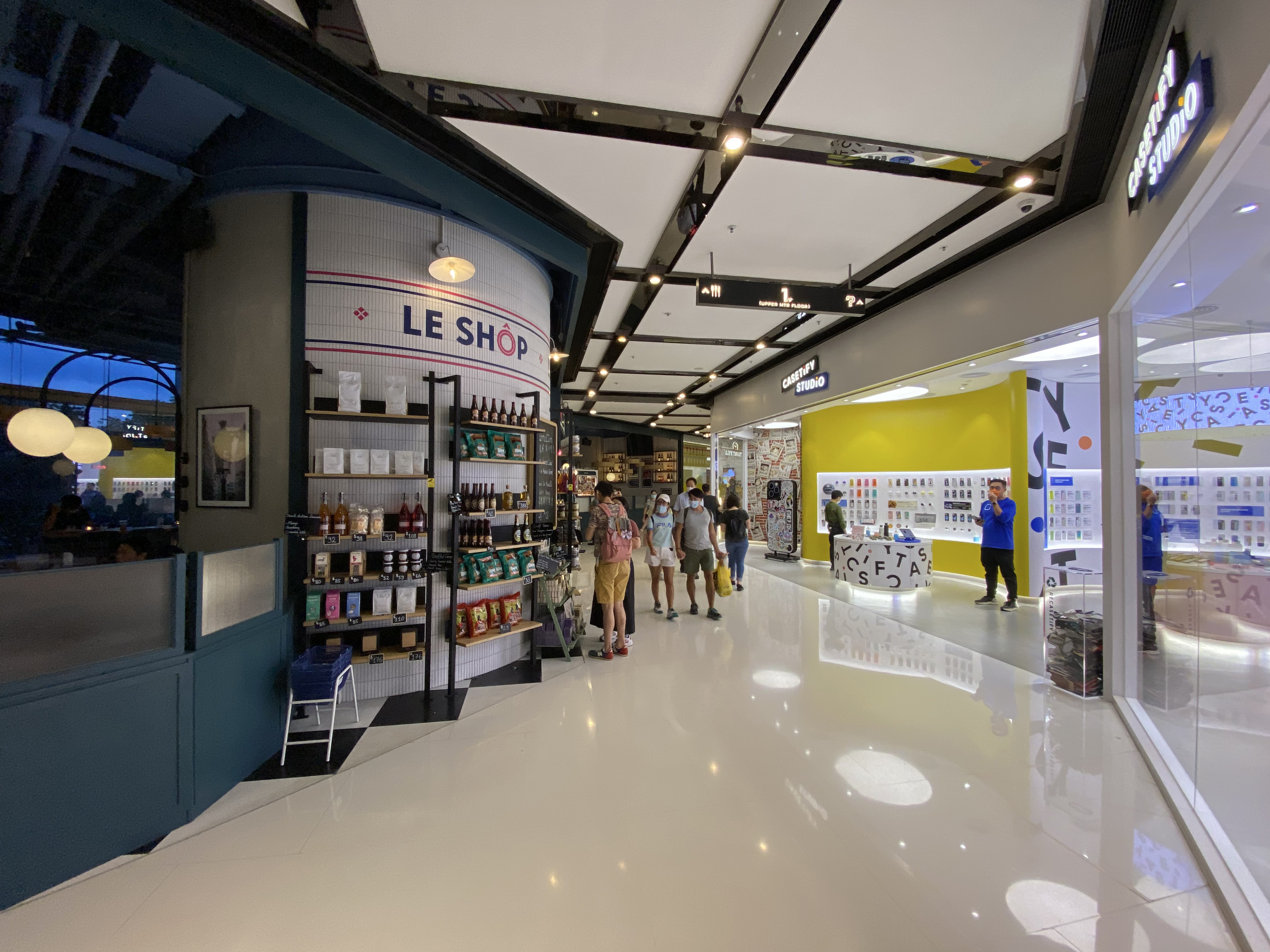
商場1樓近港鐵站出口的商店（2021年8月）
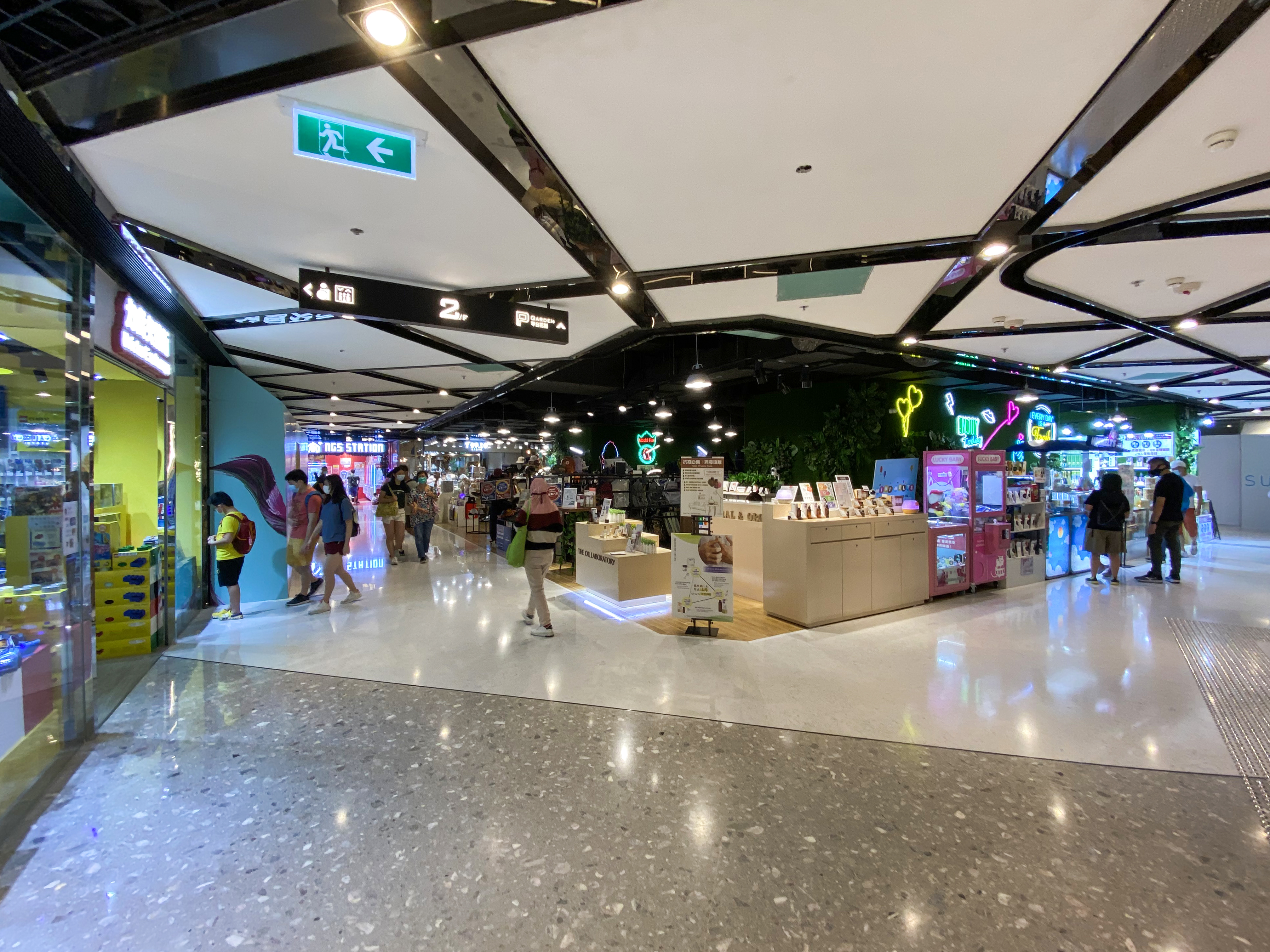
商場2樓Chill Gallery（2020年5月）
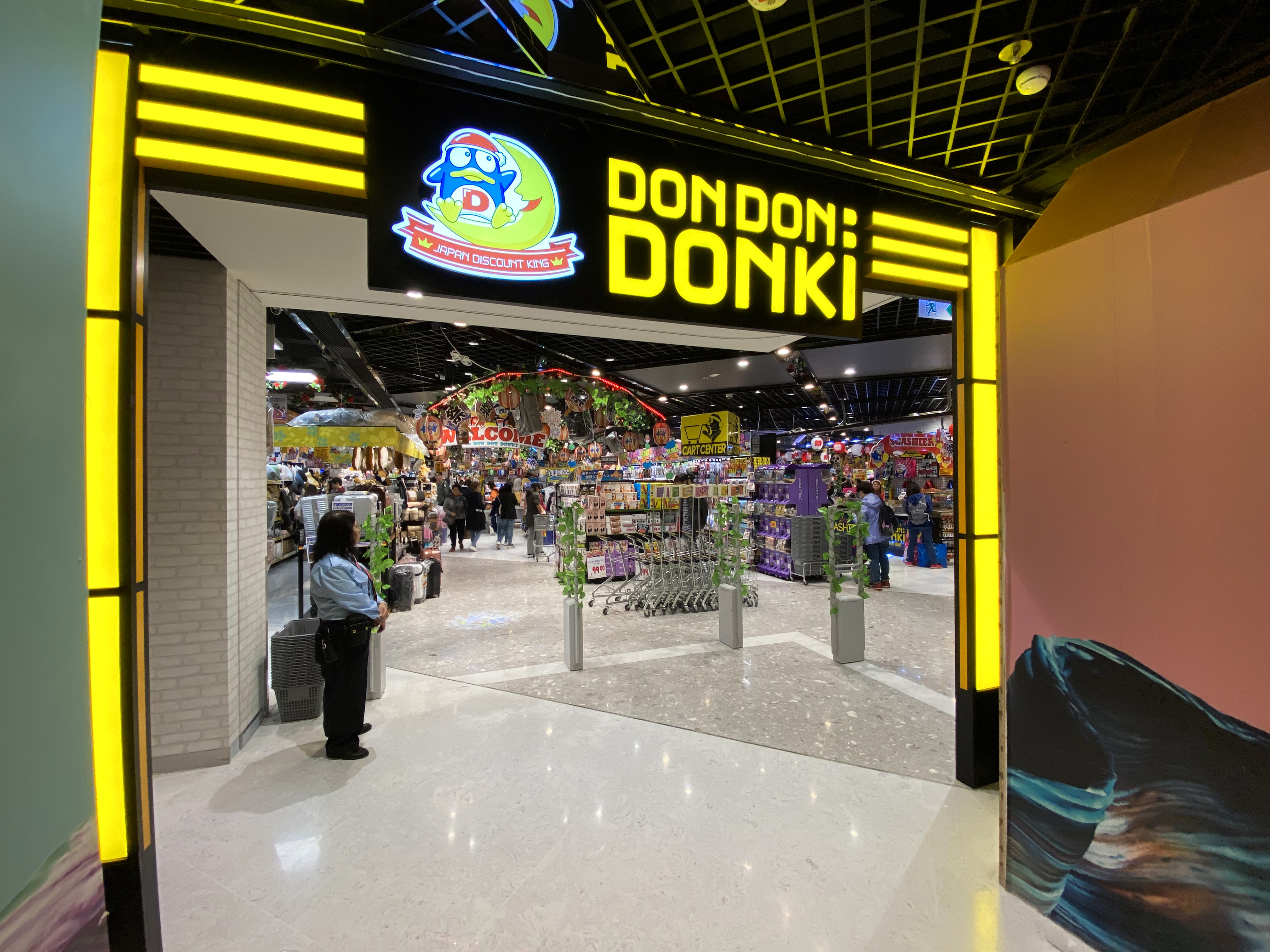
2樓Don Don Donki為商場最大租戶
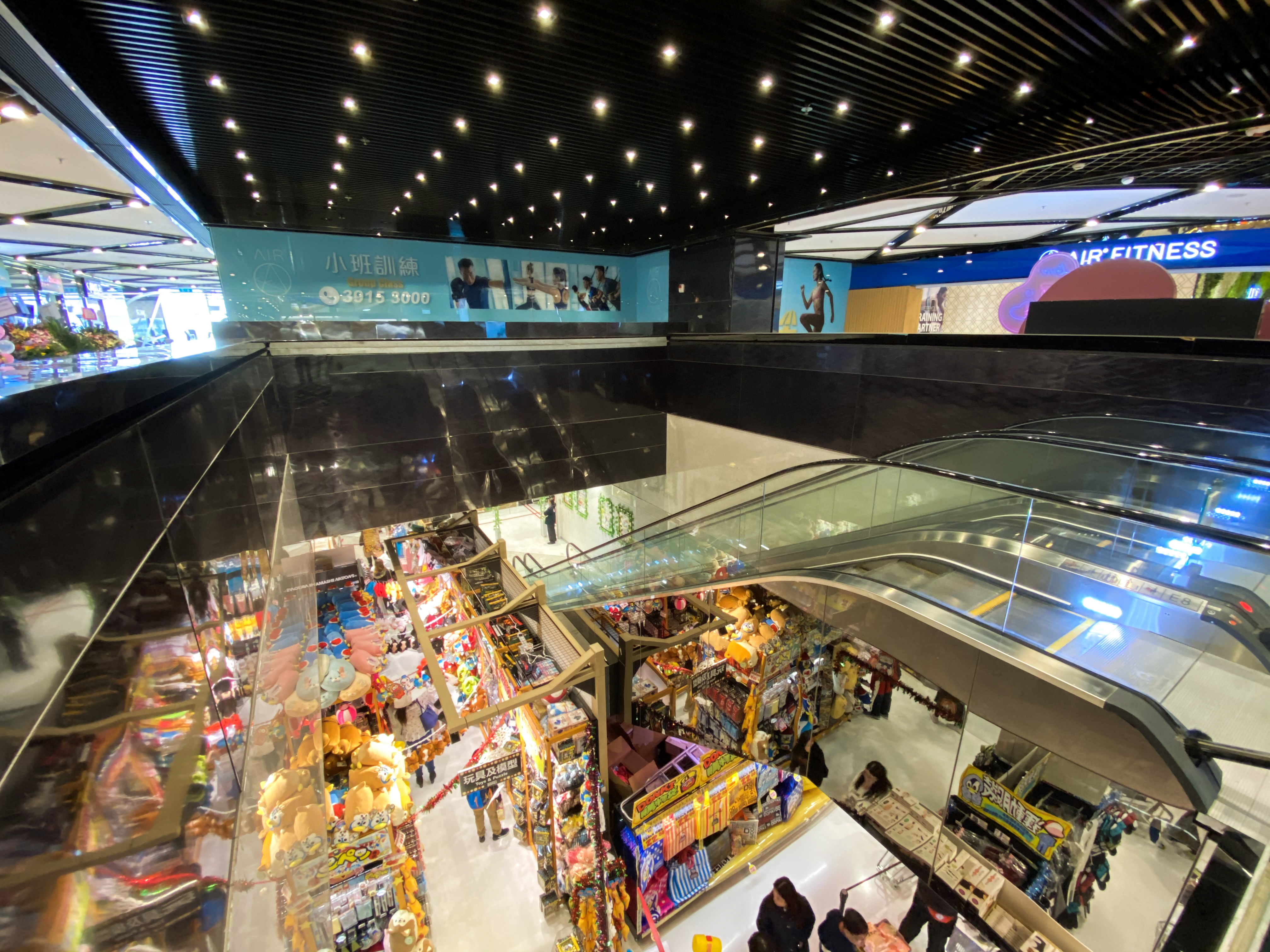
商場2樓Don Don Donki往3樓的扶手電梯
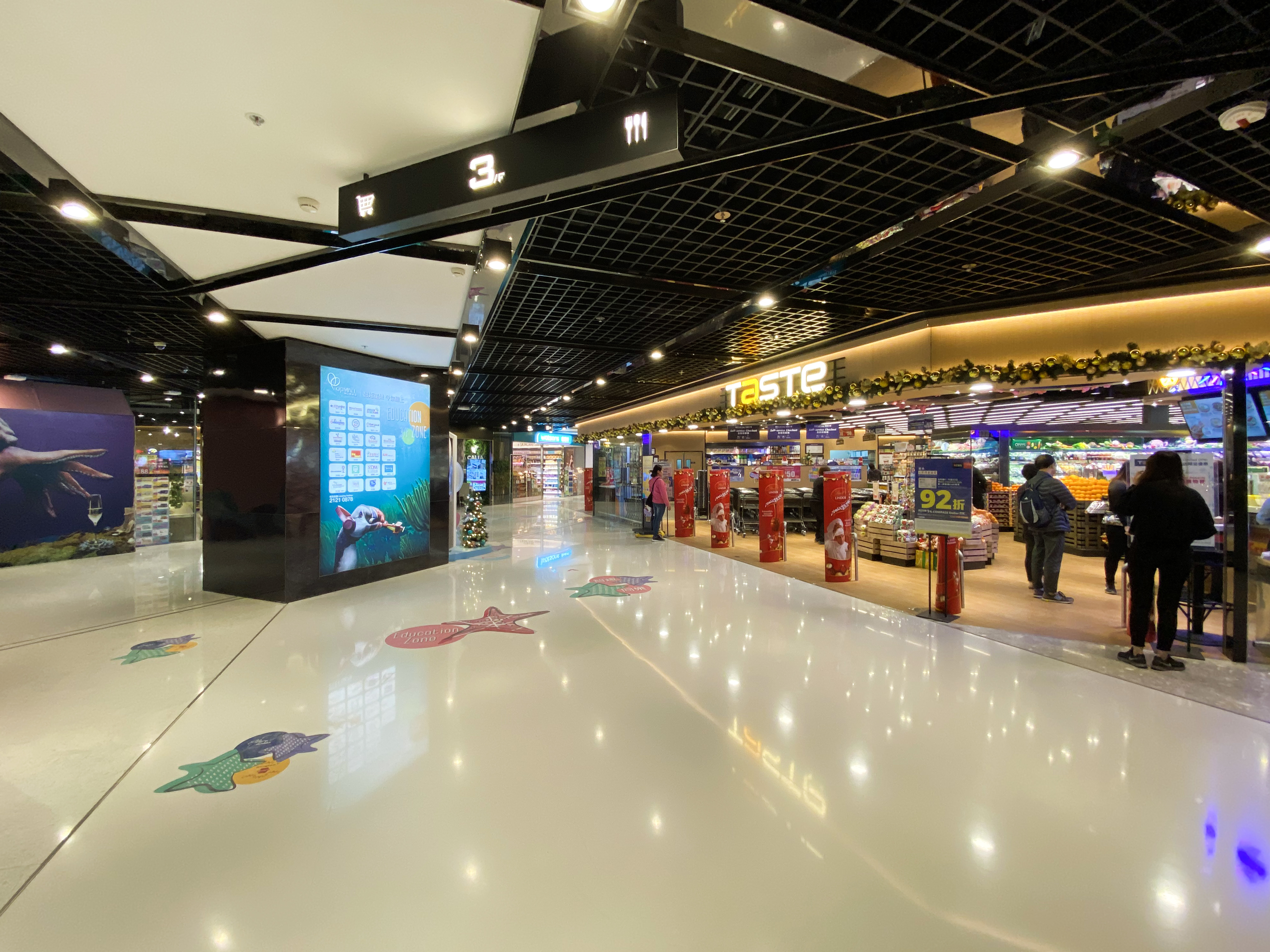
商場3樓
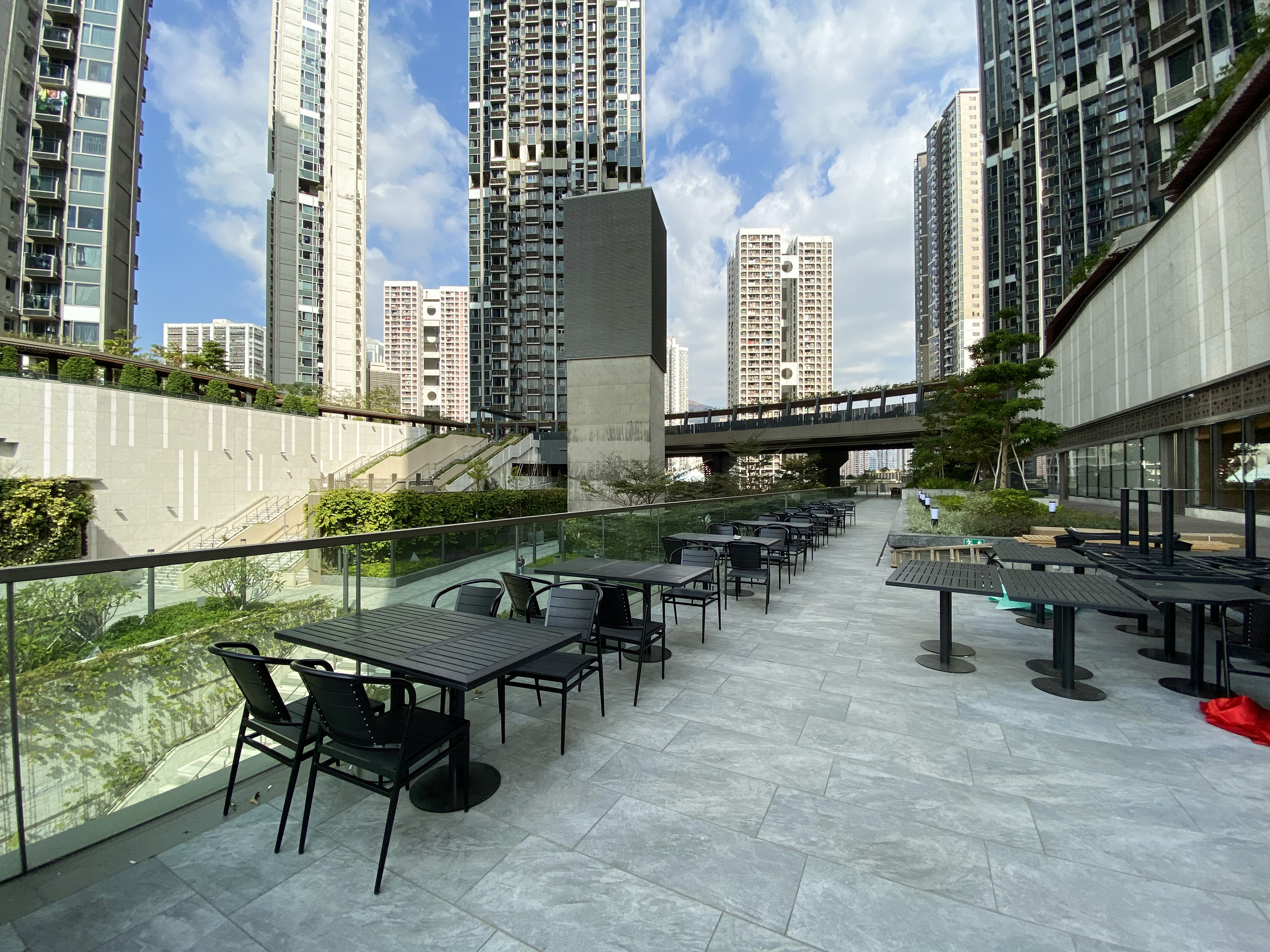
商場3樓花園

## 會所
會所Club Trio位於6樓平台，並分三個不同的區域The Pearl、The Mable及The Coral，面積約5.1萬平方呎，設30項康樂設施。包括長達約40米戶外泳池、健身室、兒童設施、宴會廳、鋼琴室、VR等潮流玩意設施、麻雀室等。

## 休憩空間

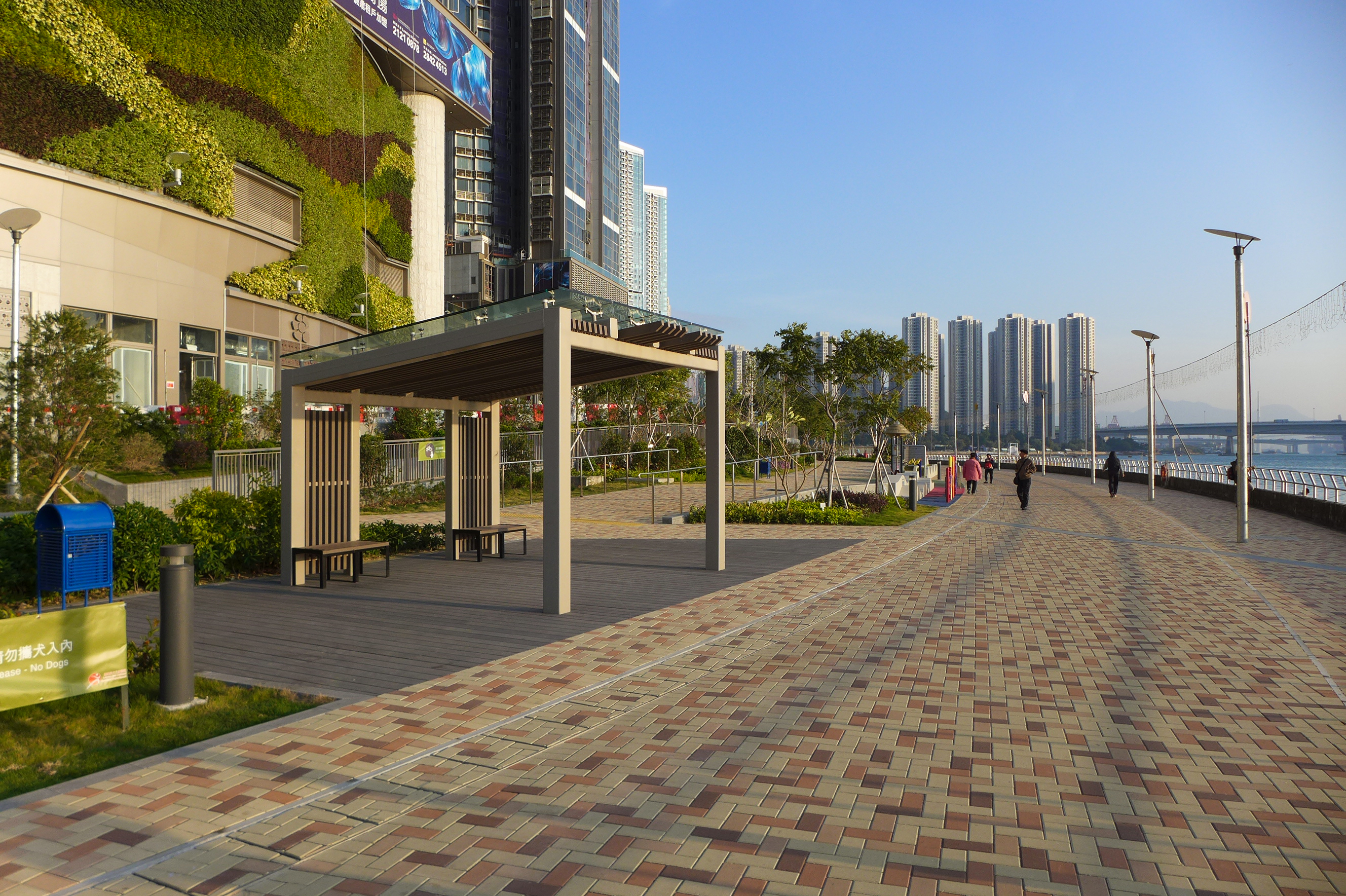
發展商興建的海濱長廊為荃灣公園第三期

根據地契條款協議，荃灣西站五區發展項目（灣畔區）的發展商－長實，須在目前荃灣西站臨海的海濱長廊（約11,000平方米）進行優化翻新工程，並在完成後交由康樂及文化事務署負責保養及維修。根據地契條款協議，海濱長廊的優化翻新工程須在2016年6月30日或之前完工。
海濱長廊由梁黃顧建築師（香港）事務所有限公司設計，工程計劃的擬建設施包括緩步徑、兒童遊樂設施、健身站、凉亭、蔭棚、公園椅、花槽及園境植物。發展商預計工程將於2015年第二季動工，並於2016年年中完成後交給康樂及文化事務署管理及維修，但工程要到2017年後期才動工。海濱長廊在2018年12月20日對外開放。

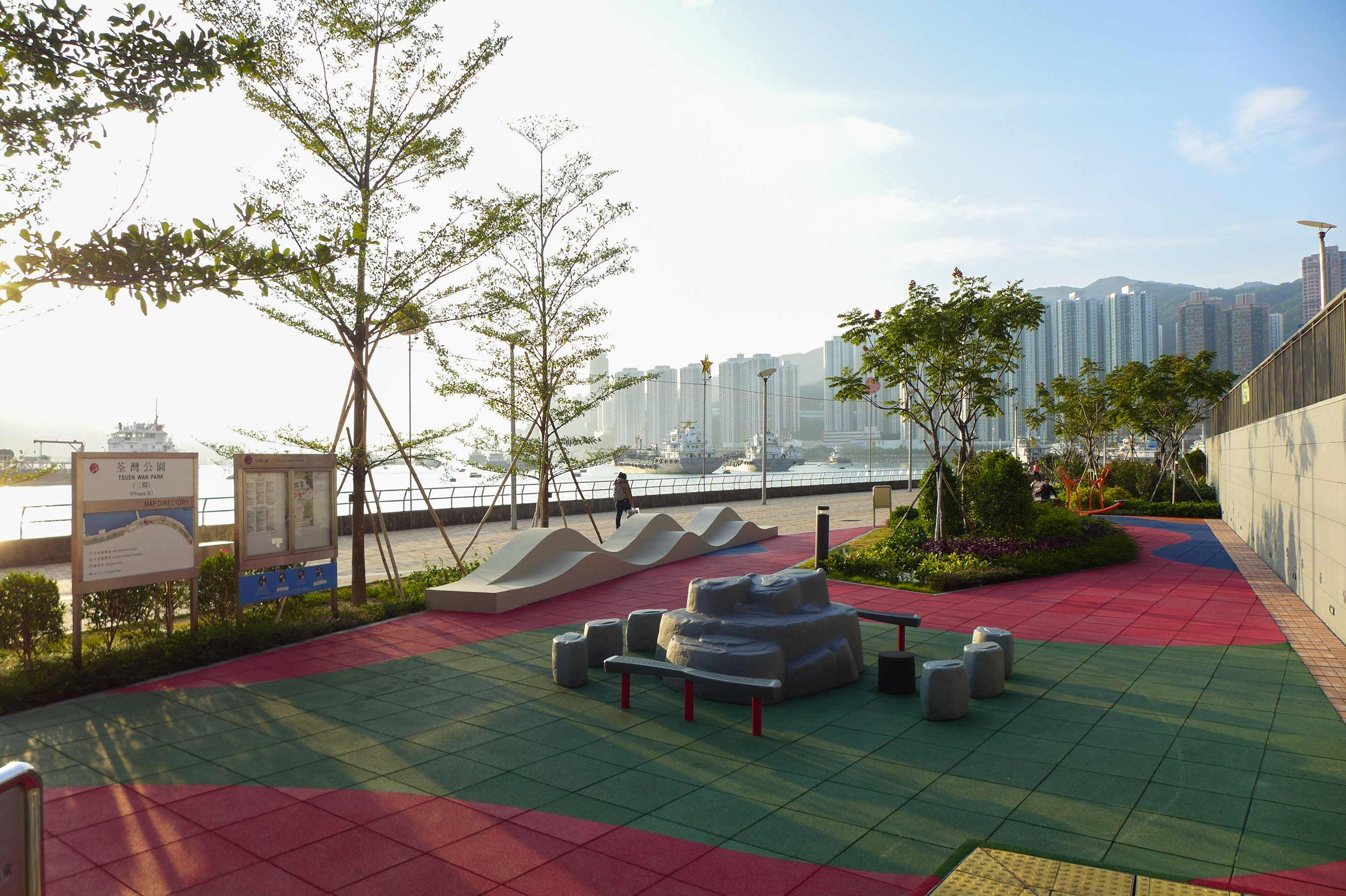
兒童遊樂區
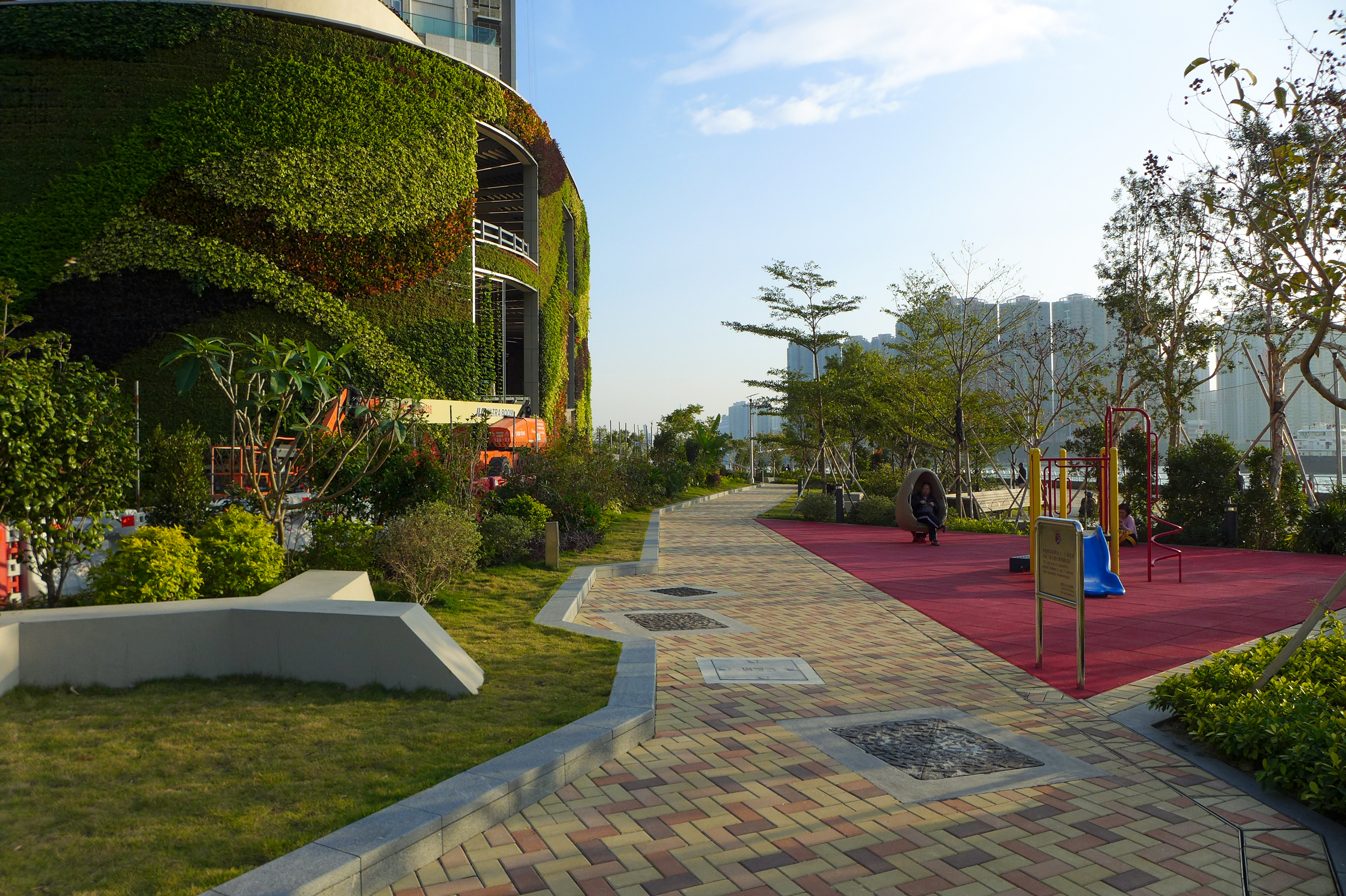
長廊設特色坐椅

## 升降機配置
海之戀升降機服務樓層列表
- 第1座（蒂森克虜伯TE-HP61）
  - 2部：升降機到達6樓至23樓及26樓至52樓各層 [L9，L10；負載︰900KG 12人，速度︰2.5M/S]
  - 1部：升降機到達6樓至52樓各層 [L11；負載︰900KG 12人，速度︰2.5M/S]
- 第2座（包含第2A座及第2B座）（蒂森克虜伯TE-HP61）
  - 3部：升降機到達6樓至23樓及26樓至52樓各層 [L12，L13，L15；負載︰900KG 12人，速度︰2.5M/S]
  - 1部：升降機到達6樓至52樓各層 [L14；負載︰900KG 12人，速度︰2.5M/S]
- 第3座（包含第3A座、第3B座及第3C座）（蒂森克虜伯TE-HP61）
  - 6部：升降機到達6樓至25樓及27樓至53樓各層 [L16，L17，L18；負載︰900KG 12人，速度︰2.5M/s] [L19，L20，L22；負載︰900KG 12人，速度︰3M/S]
  - 1部：升降機到達6樓至53樓各層 [L21；負載︰900KG 12人，速度︰3M/S]
- 第5座（包含第5A座、第5B座及第5C座）（蒂森克虜伯TE-HP61）
  - 6部：升降機到達6樓至21樓及23樓至50樓各層 [L23，L24，L25，L26，L27，L29；負載︰900KG 12人，速度︰2.5M/S]
  - 1部：升降機到達6樓至50樓各層 [L28；負載︰900KG 12人，速度︰2.5M/s]
- 第6座（迅達7000）
  - 1部：升降機到達6樓至21樓及23樓至50樓各層 [L30；負載︰900KG 12人，速度︰3M/S]
  - 1部：升降機到達6樓至50樓各層 [L31；負載︰900KG 12人，速度︰5M/S]
- 第7、8、9及10座（迅達7000）
  - 各座2部：升降機到達6樓至52樓各層
  - 10 座 [L1，L2；負載︰900KG 12人，速度︰5M/S]
  - 9 座 [L3，L4；負載︰900KG 12人，速度︰5M/S]
  - 8 座 [L5，L6；負載︰900KG 12人，速度︰5M/S]
  - 7 座 [L7，L8；負載︰900KG 12人，速度︰5M/S]
- 基座（蒂森克虜伯TE-Evolution）
  - 2部：升降機到達6樓至6M樓 [L57，L58；負載︰900KG 12人, 速度︰2.5M/S] ** 主要供第2座使用 [因結構轉換層特厚（5.5米，其餘為3.5米），其最低住宅樓層水平比其他座數的30.350米高2米，達32.350米 （頁141）。故此需用升降機或樓梯才能到達6樓。]
- 基座（迅達5500） 
  - 2部：升降機到達地庫2層至3樓各層及6樓 [L39，L40；負載︰900KG 12人，速度︰1M/S] ** 主要供第2座、第3座及第9座使用
  - 4部：升降機到達地下及6樓 [L32，L33，L34，L35；負載︰1600KG 21人，速度︰1.75M/S] ** 主要供第1座及第10座使用
  - 1部：升降機到達地下至3樓各層及6樓 [L36；負載︰1600KG 21人，速度︰1.75M/S] ** 主要供第1座及第10座使用
  - 2部：升降機到達地下至6樓各層 [L44；負載︰1600KG 21人，速度︰1.75M/S] [L47；負載︰900KG 12人，速度︰1M/S] ** 主要供第5座、第6座、第7座及第10座使用
  - 2部：升降機到達1樓至6樓各層 [L42，L43；負載︰1600KG 21人，速度︰1.75M/S] ** 主要供第5座、第6座、第7座及第10座使用
  - 1部：升降機到達6樓及7樓 [L48；負載︰900KG 12人，速度︰1M/S] ** 主要供會所使用
  - 2部：升降機到達地庫1層至3樓各層 [L37，L38；負載︰1600KG 21人，速度︰1M/S]
  - 1部：升降機到達地庫2層至地下各層 [L41；負載︰900KG 12人，速度︰1M/S]
  - 4部：升降機到達地下、2樓及3樓 [L49，L50；負載︰1250KG 16人，速度︰1M/S] [L51, L52；負載︰1600KG 21人，速度︰1M/S]
  - 1部：升降機到達地下及2樓 [L53；負載︰680KG 9人，速度︰1M/S]
  - 1部：升降機到達地下及1樓 [L56；負載︰900KG 12人，速度︰1M/S]

## 批評

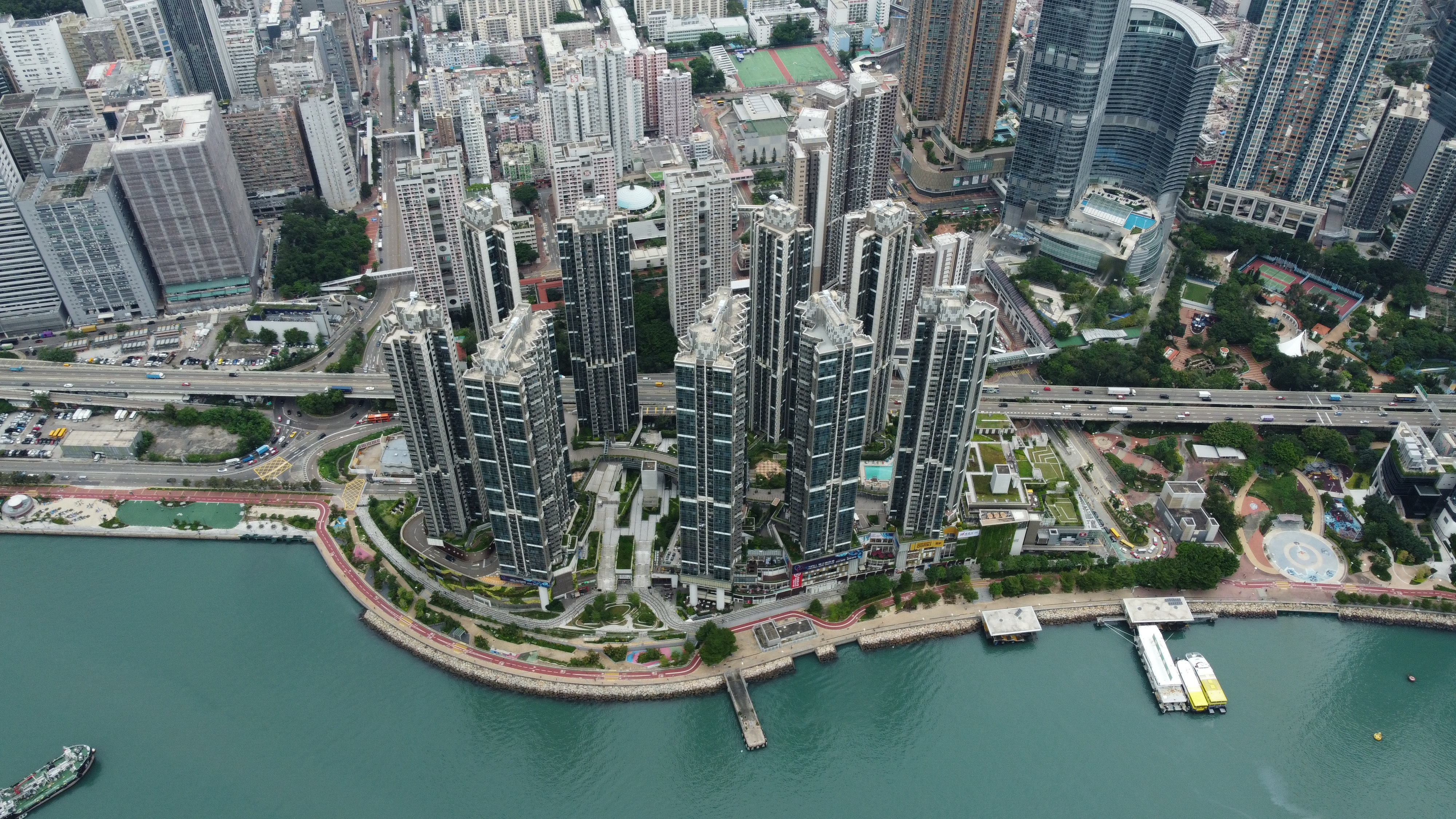
由航拍圖片可見，海之戀的樓宇密度甚高

2010年10月，環保團體翻查六份未招標的港鐵物業圖則，發現有關項目平台一般高3至7層，包括有多層停車場及大型會所，批評有「發水」成份，並指出港鐵荃灣西站項目若跟已批的發水圖則興建，區內屏風樓問題將更嚴重，促政府與港鐵協商重新提交圖則。港鐵發言人回應表示，會根據已批核的發展方案及法定要求進行。

2016年11月，有關項目命名為「海之戀」，坊間普遍認為此名稱肉麻、古怪，也令人聯想到花之戀壽司或譚詠麟主唱的流行曲《霧之戀》。據長實解釋，項目使用「海之戀」一名，是突顯買家對家人的愛，以及熱愛臨海的生活態度。2017年6月，項目第二期命名為「愛炫美」，同樣被批評太肉麻。

## 事件
2019年5月25日，第7座高層有剛入住3個月的單位出現污水倒灌爆渠事件，屎水浸滿客廳及睡房。而單位業主正外遊，預料損失20萬。驗樓師認為高層單位出現此情況十分罕見，而荃灣區議員林琳打開渠蓋內發現有毛巾及膠袋，估計是單一事件。
2019年6月3日，屋苑第9、第10座及地下大堂今早10時許突然停電，單位供電受阻，至晚上8時許回復正常，停電約10小時，其間部分住戶需要到屋苑會所等候供電恢復。有9座單位住戶受訪時稱，管理公司手上持有住戶的聯絡方法，但整件停電事件中管理公司未有向住戶發出通知，而且事後亦未有主動向他們解釋停電原因。直至有住戶向管理公司職員追問，方獲悉停電與樓下商場發電機組測試有關。受訪住戶又指，停電令家中雪櫃內食物，包括參茸海味等貴重食材全數報廢，損失慘重，直指屋苑管理公司管理不善。

2023年4月25日清晨6時許，警方接獲一名女子報案，指14歲兒子在住所墮樓。救援人員接報到場後發現事主倒臥屋苑地下近幼兒園的花槽旁，當場不治。
2024年6月13日下午5時15分，警方接獲大河道100號海之戀一名保安報案指，發現一名女子倒臥於上址平台，懷疑從高處墮下。警員接報到場，女事主於現場被證實死亡。

## 軼聞
- 在海之戀開售前，有媒體發現在Facebook設「一刻戀上」專頁，除介紹荃灣社區外，更獨家專訪宣傳該樓盤的男子組合C AllStar，獎品亦巧合地有長實集團旗下的百佳超市和屈臣氏禮券，亦有尚未推出廣告片在該專頁發放。長實表示與專頁沒有關係，亦不清楚對方的背景及成立人是誰。C AllStar不清楚專頁是否與長實有關。「一刻戀上」專頁指不接受任何訪問。[28]
- 地盤在2017年底至2018年曾發生7次火警，警方列縱火案，合併交由荃灣警區反三合會行動組跟進。[29]
- 根據「全城匯」公契（頁113-114），連接至「海之戀」的有蓋行人天橋（FB1） 只註明須在合理時間開放（at all reasonable times during the day and night），而並非如其餘4條（FB2，FB3，FB4，FB5）般須24小時開放（at all times during 24 hours a day）。這可能意味著有關天橋會在深夜關閉，行人或需經地面連接相關地點。
- 為達消防安全，使用樓梯加壓系統，而非簡單的兩度防火門、窗等，可能增加保養及維修費。
- 3A期（海之戀．愛炫美）售樓說明書中的資料可能出現錯誤，如︰裝修物料的資料在中英文版本出現不一致 （廚房）；設備型號與收錄在機電工程處的品牌資料有差異（洗衣機），但截至第6版仍未更正。
- 附於最終版本公契中的圖則亦可能出現錯誤，如︰應屬公用面積的位置未以黃色標示（3A期其中一座的風管糟）、住客上落貨車位（L1） 應供第 10 座使用（卻誤標為供第9座使用），可能在日後引起爭議。

## 興建圖片

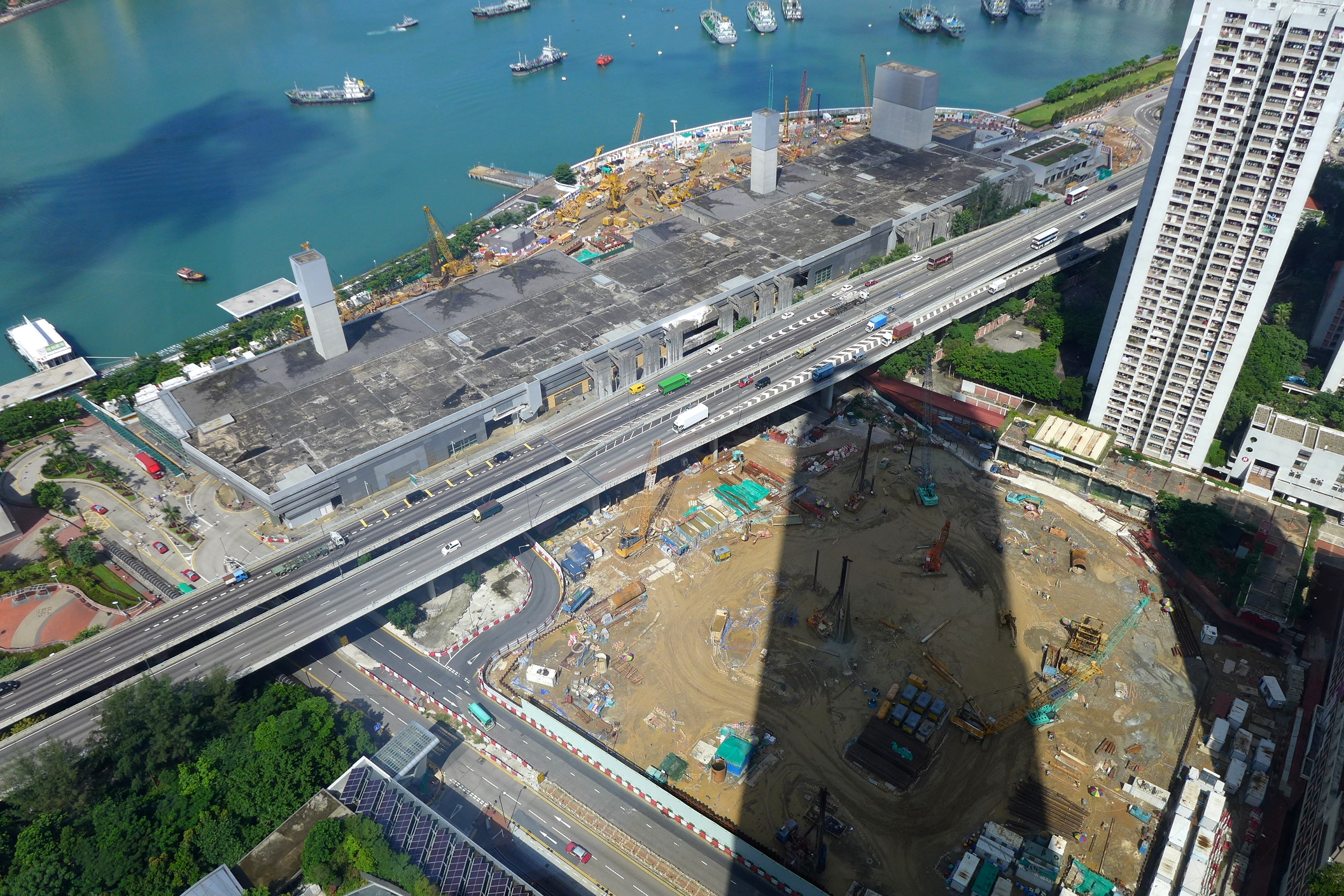
2014年8月
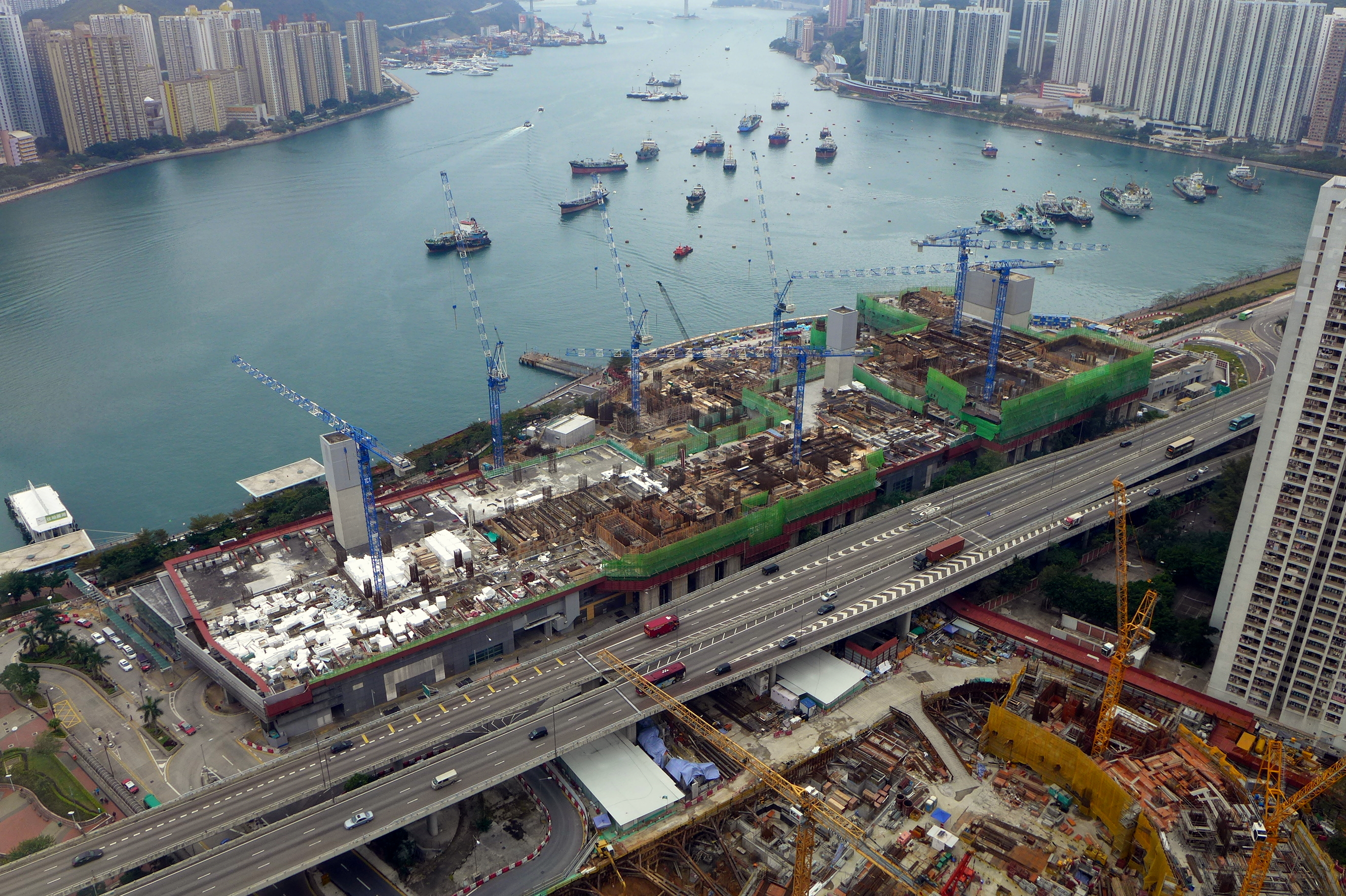
2016年1月
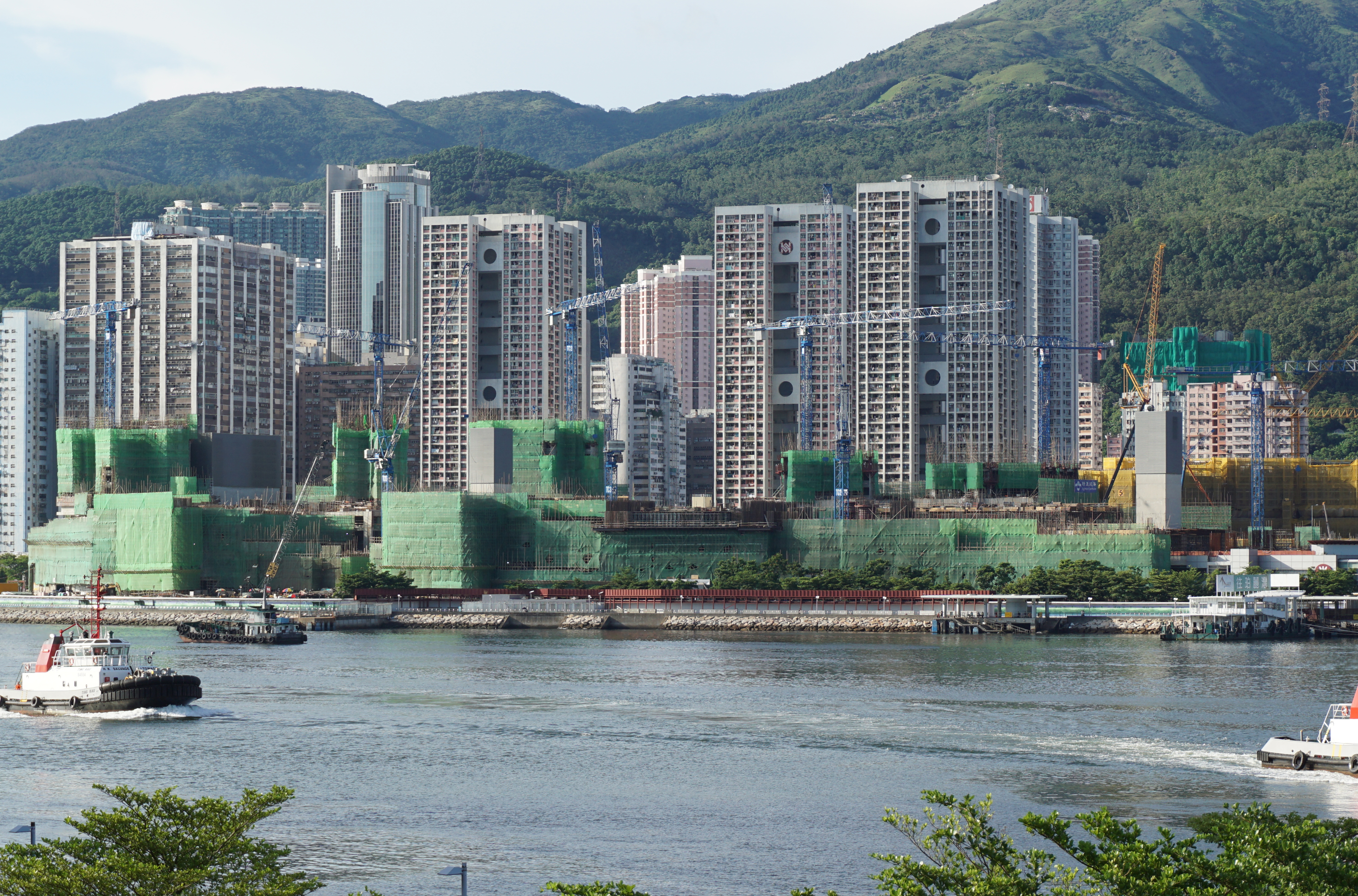
2016年6月
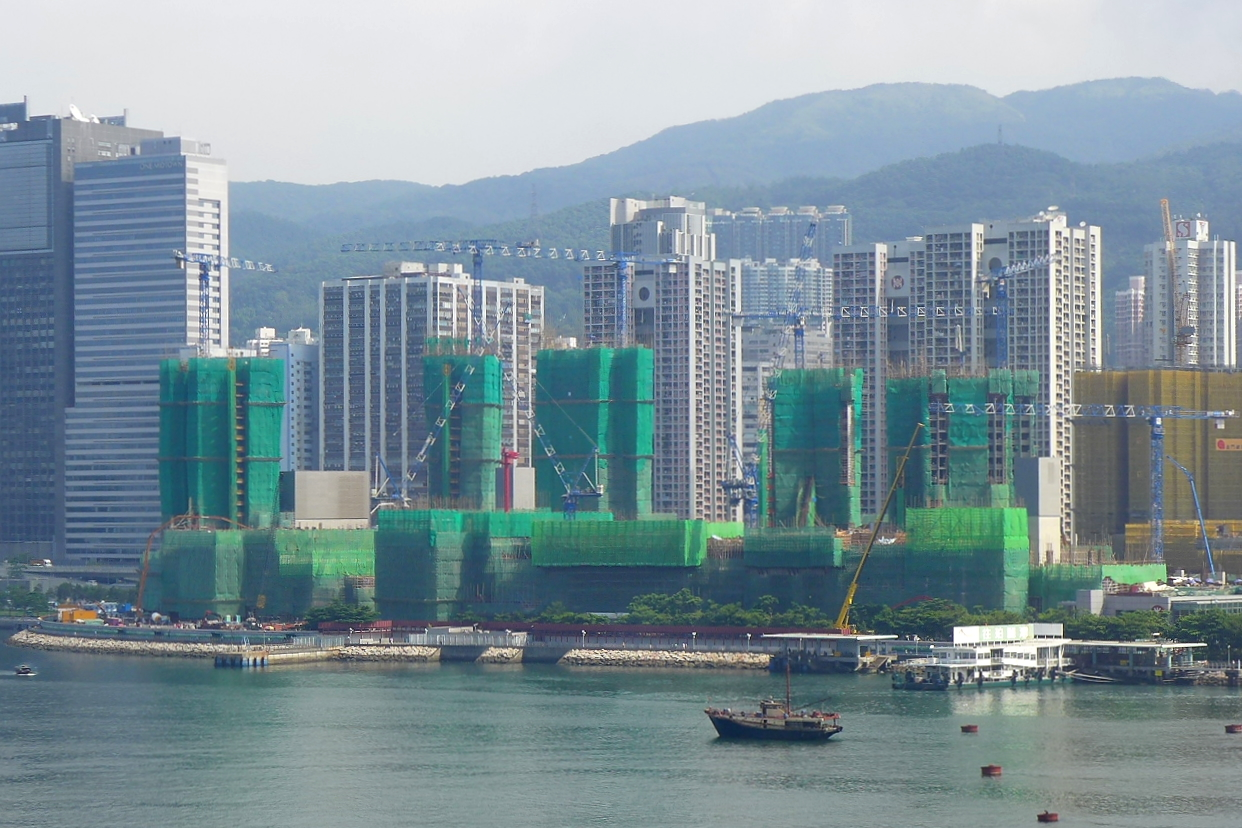
2016年8月
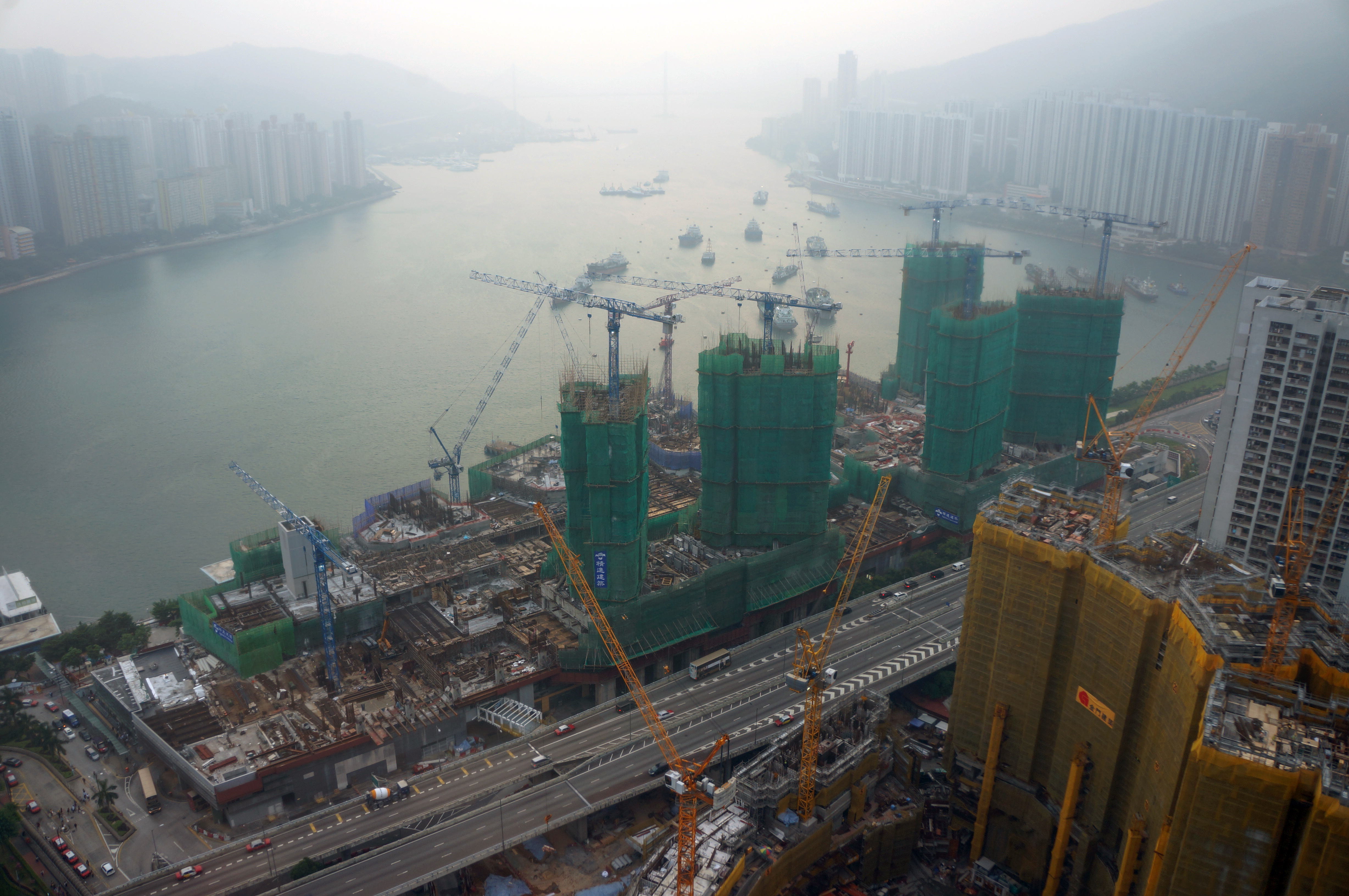
2016年9月
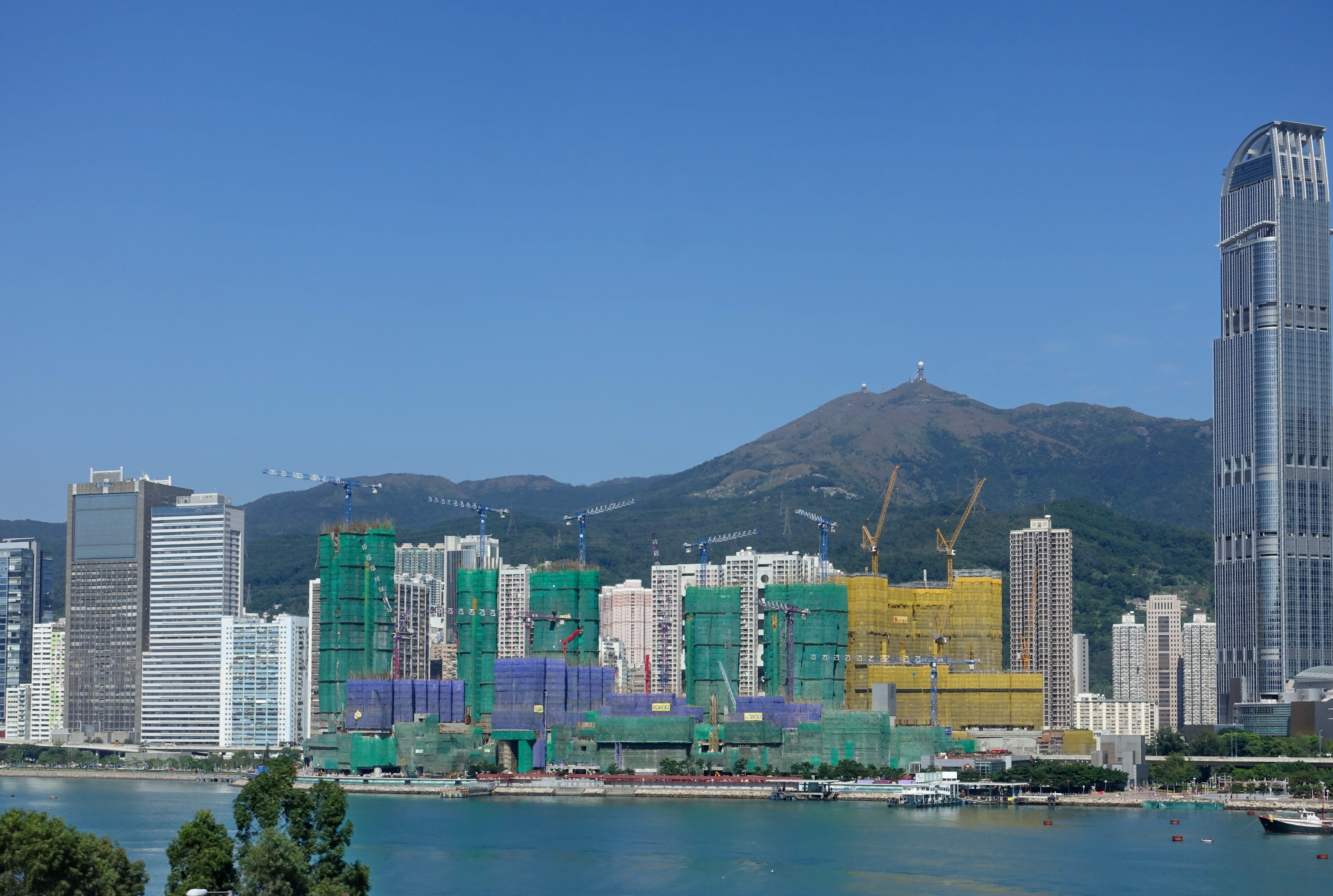
2016年11月
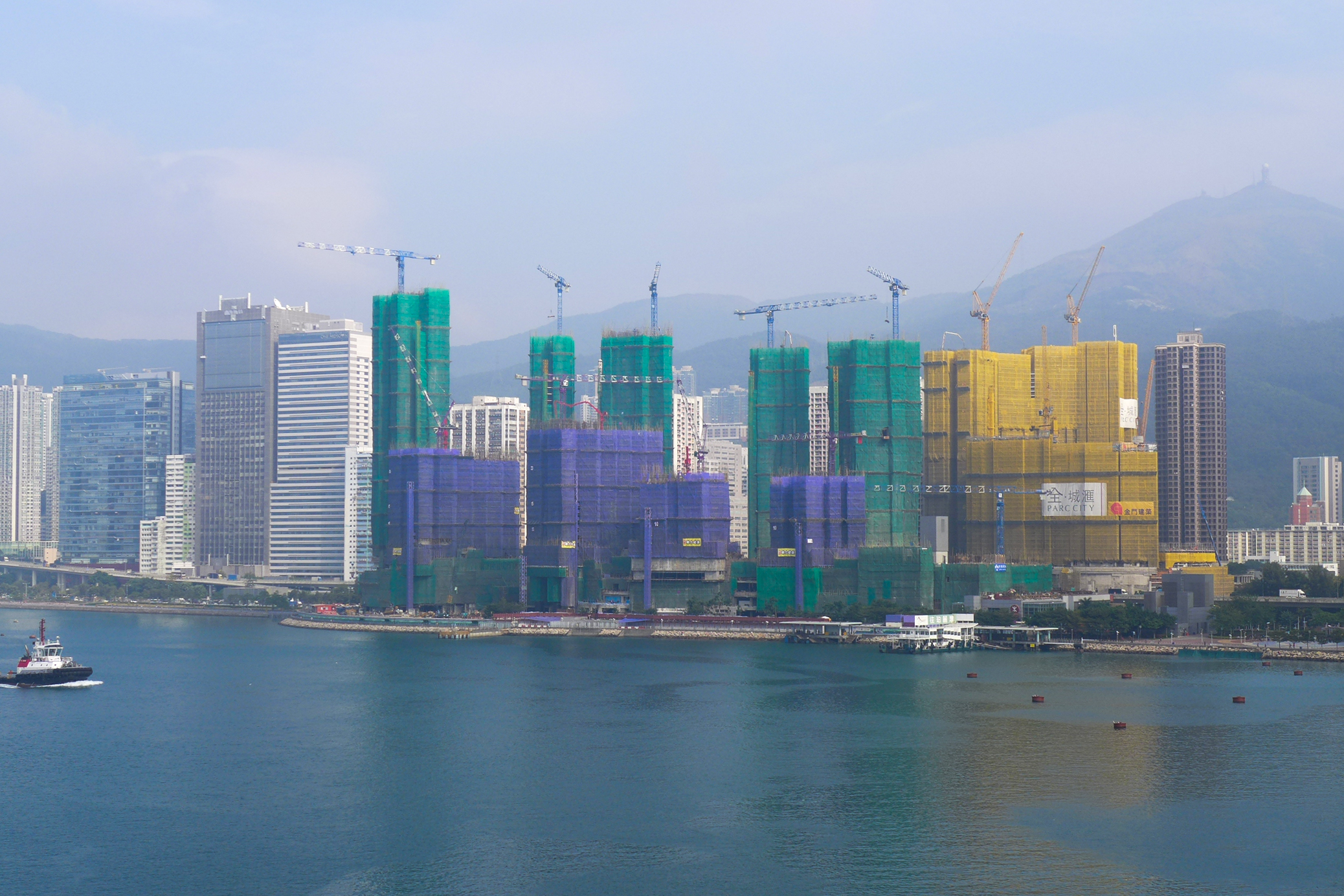
2017年1月
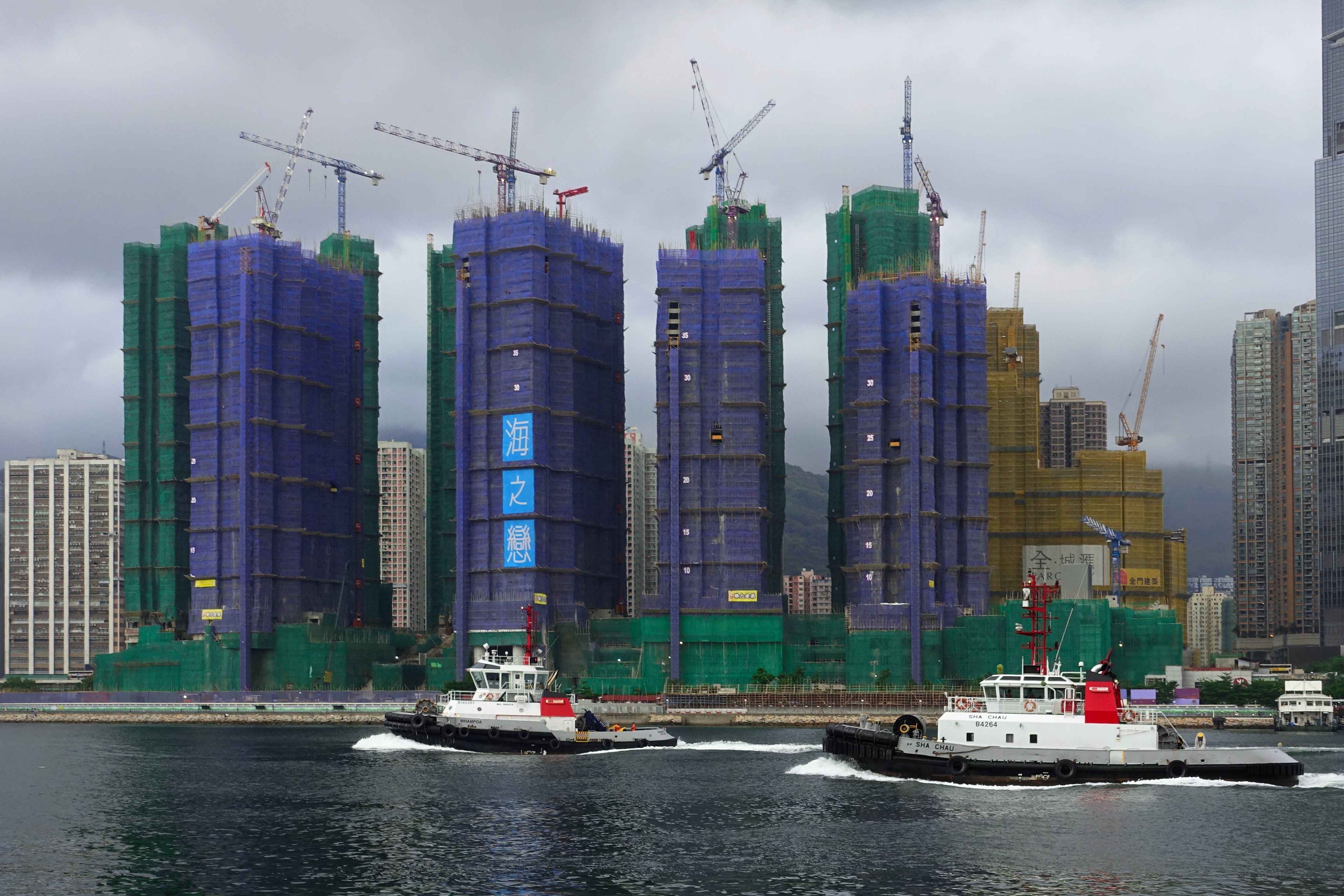
2017年6月
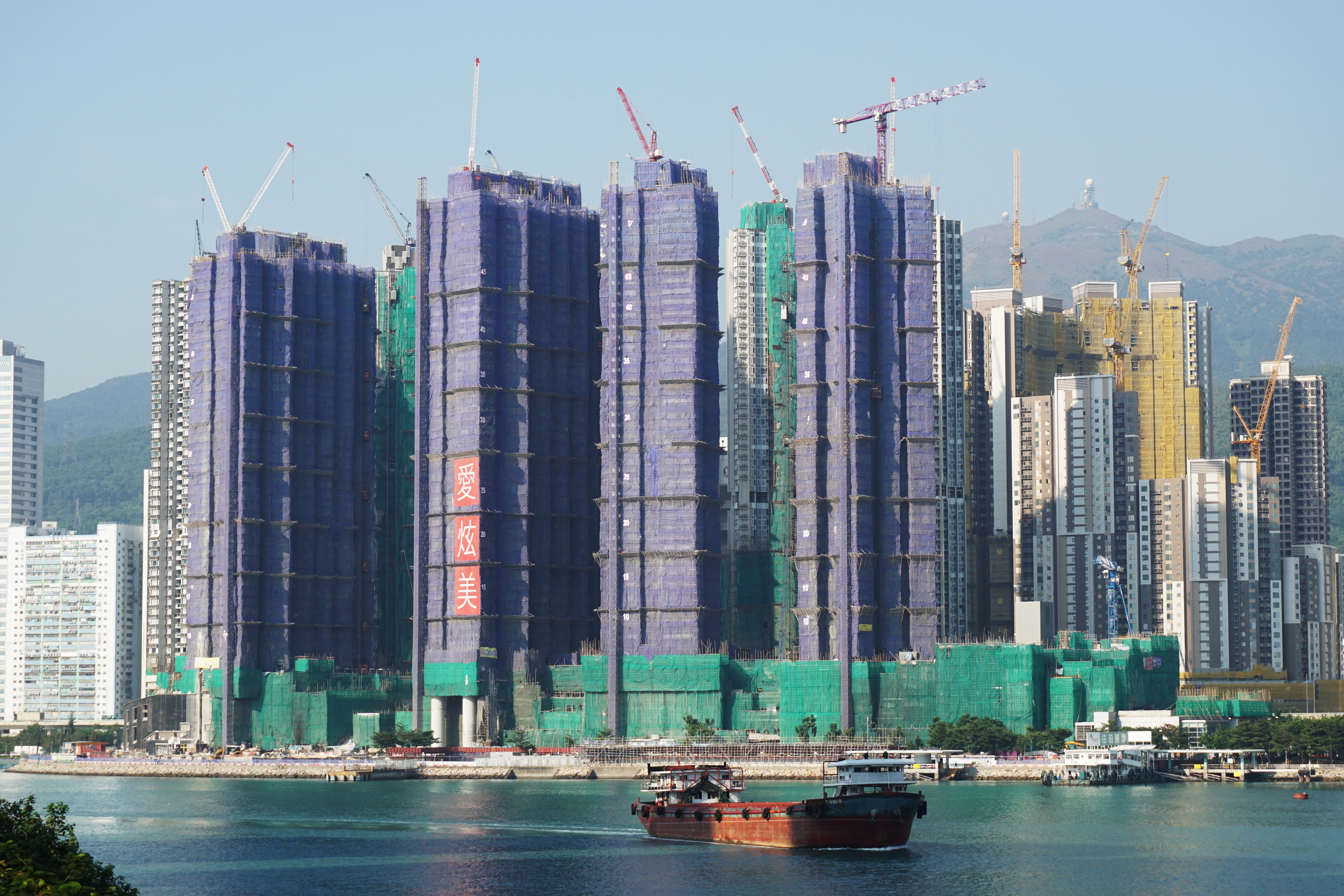
2017年10月
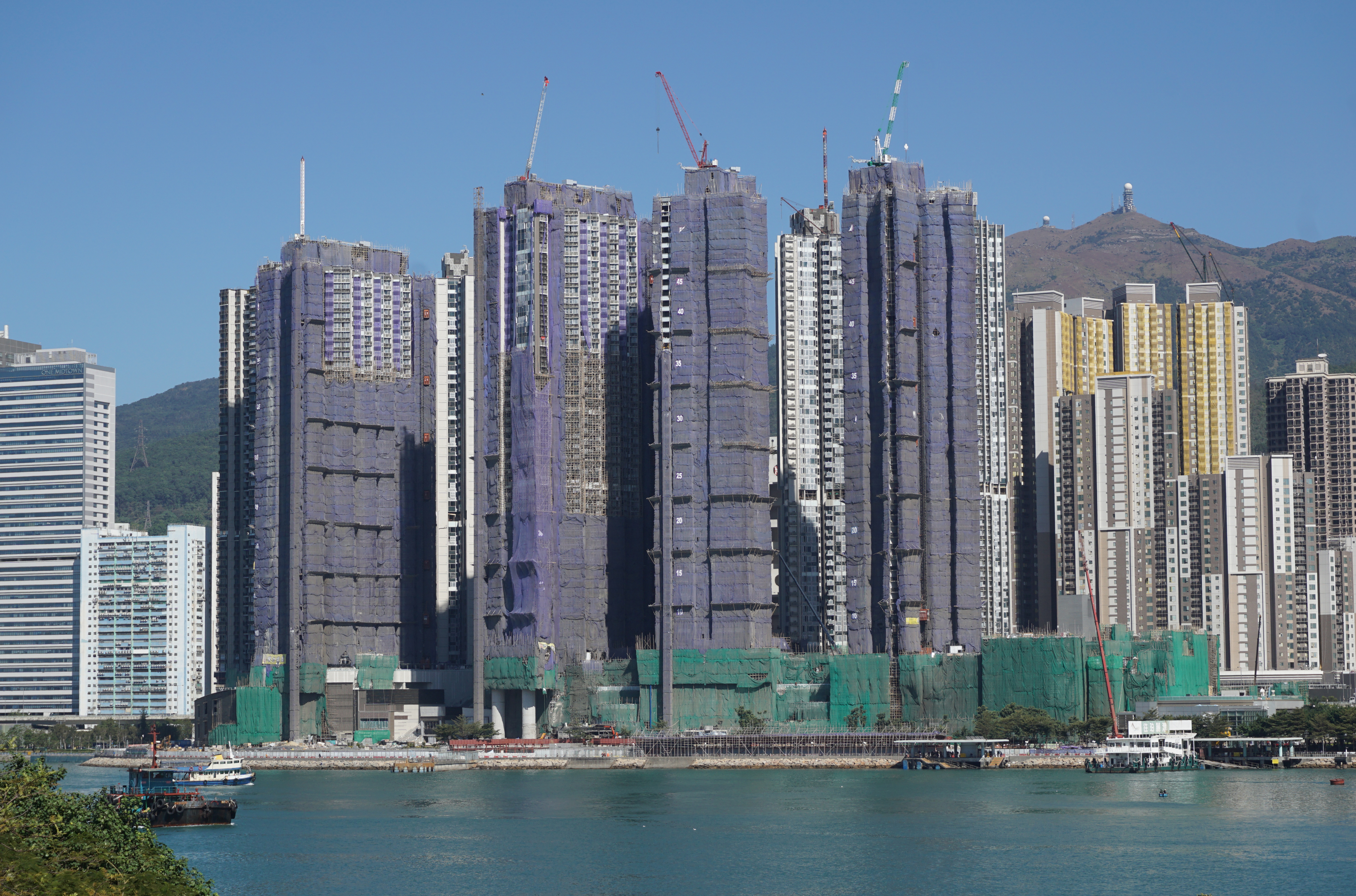
2017年12月
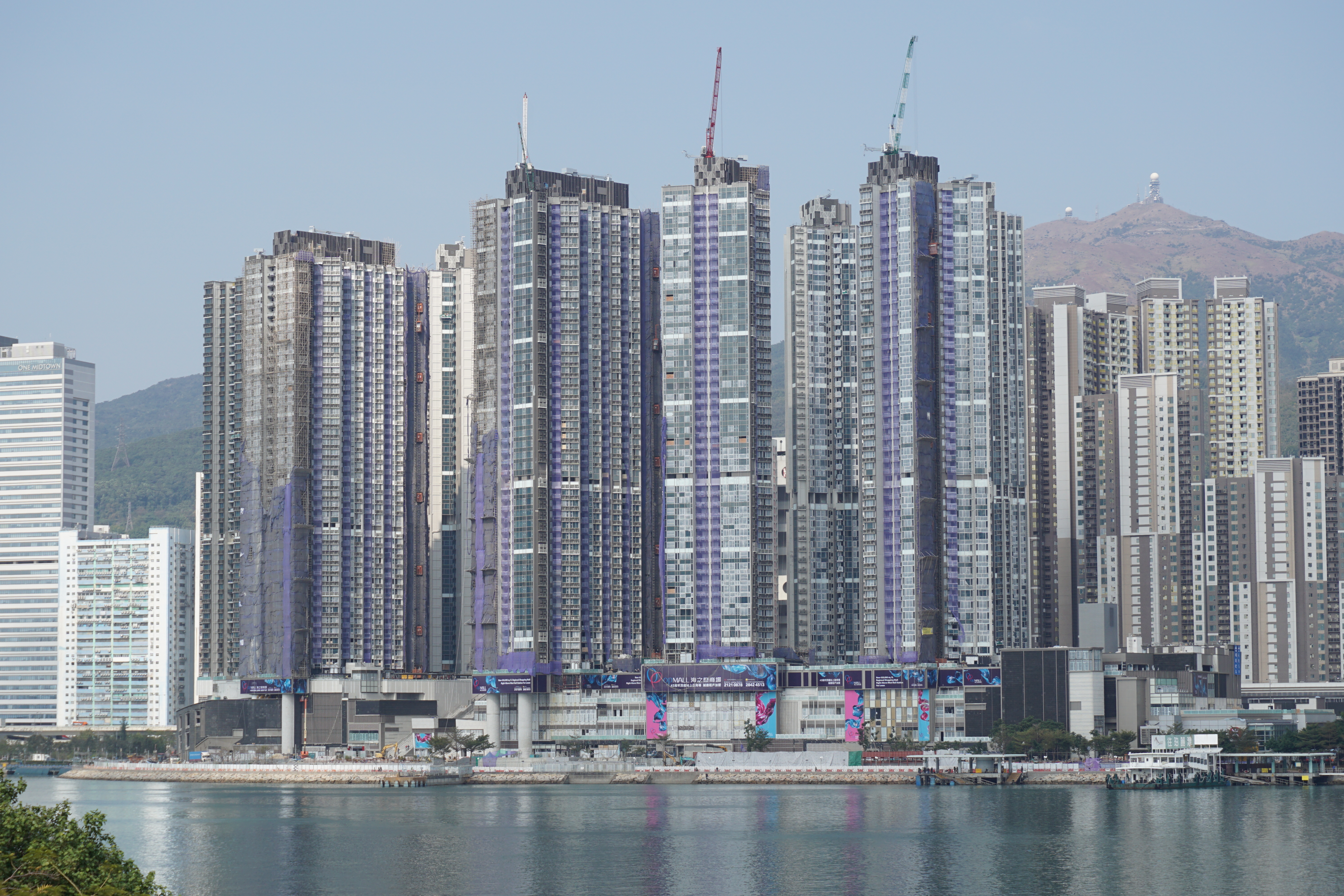
2018年2月

## 著名住客
- 吳冰

## 註解
1. ↑  為九廣鐵路公司之代理人。

## 外部連結
- 荃灣西（五區）灣畔發展內容 - 港鐵公司 （页面存档备份，存于）
- 海之戀網頁 （页面存档备份，存于）
- [facebook.com/groups/oceanpride/ facebook群組-海之戀入伙通風報訊互助圈]